# Черкаси
Черка́си (МФА: [t͡ʃerˈkase] ( прослухати)) — місто, в Україні, обласний та районний центр в Центральній Україні, адміністративний центр Черкаської міської громади, промисловий центр Центрального економічного району, значний культурний та освітній осередок. Відоме з кінця XIV століття і за час свого існування відіграло певну роль в історії всієї України. Черкаси були осередком формування Козаччини, мешканці міста брали безпосередню участь у Хмельниччині та Коліївщині. Зростання міста після отримання статусу обласного центру призвело до перетворення його на великий промисловий центр і головний культурний осередок цілого регіону. Населення —  284,5 тис. осіб.

## Походження назви
Походження топоніму «Черкаси» та його істинна етимологія лишається нерозв'язаною і дотепер загадкою. Російськими істориками І. Болтіним та В. Татіщевим обґрунтовувалася думка, що назва міста пов'язана з екзоетнонімом черкаси — так називали всіх українців сусідні народи, зокрема росіяни та кримські татари. Також існує теорія про походження назви від слова "черкаші". Частина дослідників сходяться на тому і шукають коріння назви черкаси в тюркських мовах. На сьогодні існують такі основні версії:
- від тюркізмів виходить Олександр Знойко, стверджуючи, що назва «черкаси» походить від чири киши або чири кисі, що означає «люди сили» або «люди армії». Це тлумачення повністю доводить ідеї тюрксько-слов'янського єднання в боротьбі проти половців у домонгольський період[7].
- ще одна версія тлумачення топоніма Черкаси походить від прасл. *čьrkati («черкати межу»), бо місто було розташоване на межі Змієвих валів;
- зовсім новою версією стала та, у якій стверджується, що походження назви слід шукати у індоєвропейському корінні, а саме, що назва утворилася ще в давнину у карпатському регіоні від коренів двох стародавніх мов — іллірійської («чрха» — чорна річка) і фракійської («кас» — чистий, прозорий), і XIV століття була перенесена на нове наддніпрянське місто[8].

## Географічне розташування

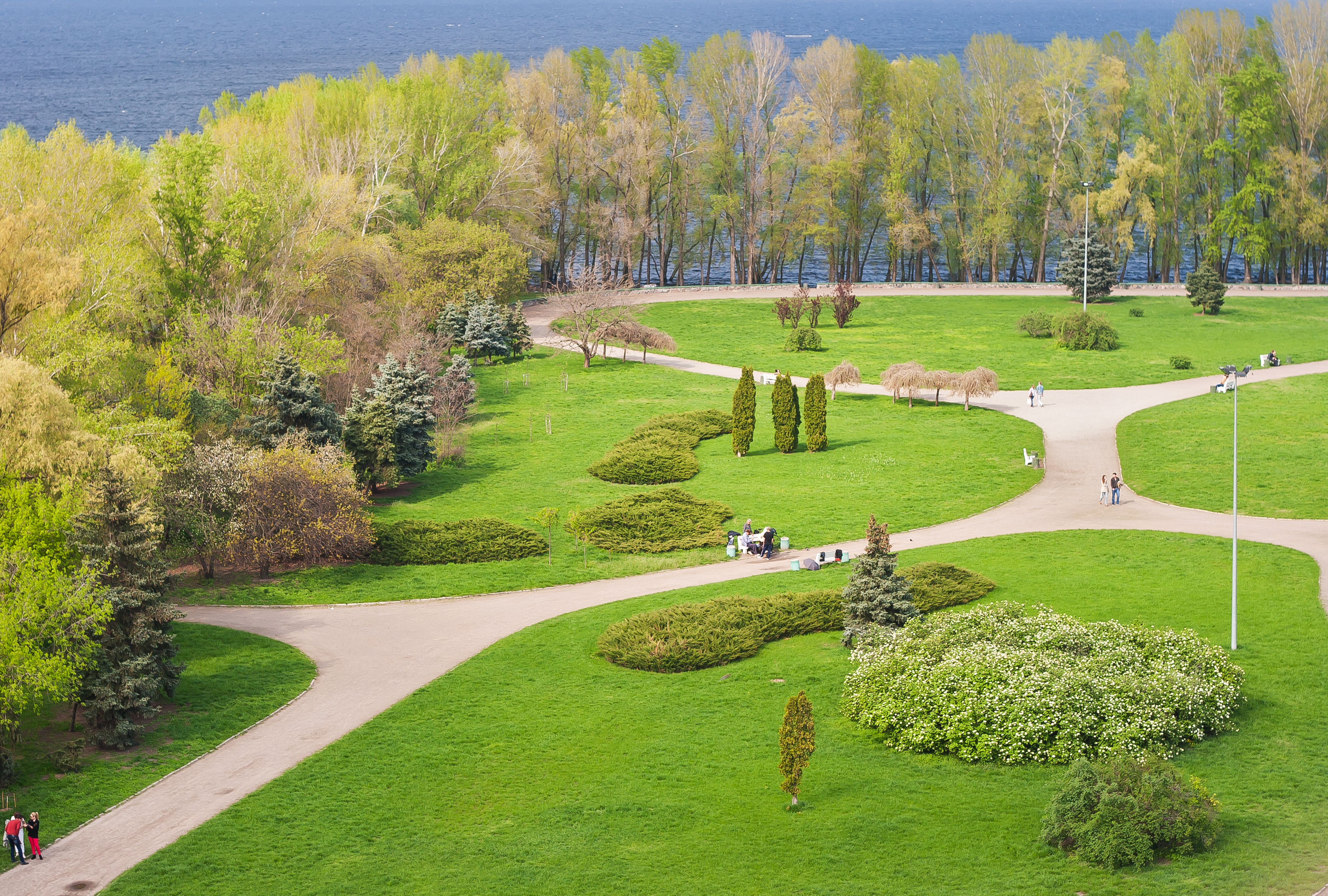
Панорама з Пагорба Слави та краєвид на Долину Троянд й водосховище

Місто Черкаси розташоване на високому правому березі головної річкової артерії України — Дніпра, зокрема, створеного в його середній течії Кременчуцького водосховища, через яке збудовано чи не найбільший міст-дамбу в Україні. Рельєф історичної частини міста сформували Замкова гора, на якій розташовувався Черкаський замок, та численні яри в Соснівці. Але більша частина міста розташована на рівнині. Інтенсивна урбанізація спотворила історичний природний ландшафт дніпровських пагорбів у Черкасах. Особливо руйнівними виявилися дії радянських містобудівників.
На початку 1960-х років, із знищенням Свято-Троїцького храму та городища й подальшим зведенням меморіального комплексу «Пагорб Слави» на місці Замкової гори, було втрачено недосліджений археологічний культурний шар, оскільки історичний рельєф пагорба поховали під великою купою ґрунту. Згодом було спотворено унікальний історико-ландшафтний комплекс берегових схилів між річковим портом та Черкаським замчищем. А в 1990-х роках замито піском історичний Чорний яр, посеред якого поставлені каналізаційні відстійники. Але на території міста лишаються і заповідні та природоохоронні ділянки — так, рішенням облвиконкому від 29 березня 1991 року створено заповідну територію «Черкаські берегові схили».
Площа міста Черкаси станом на 2010 рік складає 69 км². Місто простяглось на 17 км уздовж берега Кременчуцького водосховища, водночас завширшки Черкаси лише 8 км.
З північного заходу та з півночі місто оточує лісовий масив — Черкаський бір, що є найбільшим (28,5 тисячі га) у державі сосновим лісом природного походження, який зберігся на південній природній межі сосни звичайної.

### Клімат
Клімат Черкас обумовлений розташуванням на березі Кременчуцького водосховища. Загалом клімат міста є помірно-континентальним з м'якою зимою і теплим літом. На особливості мікроклімату впливає розташування Черкас поблизу великої водойми.
Середньорічна температура повітря в місті становить +7,7 °C, мінімальна вона у січні (-5,9 °C), максимальна — у липні (+19,8 °C). Найнижча пересічна температура повітря в січні (-16,6 °C) зафіксована в 1963 році, найвища (+1,6 °C) — в 2007. Такі ж піки для липня становлять відповідно — найнижчий +17,6 °C (1978 і 1979 роки), а найвищий +25,8 °C (1936). Абсолютний мінімум температури повітря в Черкасах було зафіксовано в січні 1935 року і він склав −35,3 °C, тоді як абсолютний максимум +37,4 °C — 30 липня 1936 року та +38 °C — 7 липня 2012 року.
У середньому за рік у Черкасах випадає 517 мм атмосферних опадів, найменше — у березні та жовтні, найбільше — у липні. Мінімальна річна кількість опадів — 303 мм — спостерігалась у 1975 році, а максимальна — 948 мм — у 1952 році. Максимальну ж кількість опадів — 121 мм — протягом однієї доби було зафіксовано 3 серпня 1959 року. Пересічна кількість днів з опадами в місті — 135 (найбільша їх кількість припадає на грудень), крім того, взимку в Черкасах зазвичай випадає сніг, однак значної висоти снігового покриву не буває майже ніколи.
Відносна вологість повітря в середньому за рік становить 76 %, мінімальна вона у травні (64 %), максимальна ж — у грудні (87 %). У Черкасах переважають вітри, що дмуть з північного заходу. Пересічна швидкість вітру в січні становить 4,5 м/с, у липні — 3,1 м/с.

### Екологічний стан
Визначення специфічних забруднювальних речовин проводиться за рішенням міськвиконкому з урахуванням екологічної ситуації та виробничої специфіки підприємств міста лабораторією спостережень за забрудненням атмосферного повітря Черкаського обласного центру гідрометеорології, яка має 3 пости спостереження у місті, контролює 4 основних та 20 специфічних забруднювальних речовин. Відповідно до постанови Кабінету Міністрів України від 9 березня 1999 року № 343 «Про затвердження Порядку організації та проведення моніторингу у галузі охорони атмосферного повітря» основний обов'язковий обсяг визначень забруднення атмосферного повітря припадає на речовини, які мають найбільше розповсюдження — пил, двоокис сірки, оксид вуглецю, діоксид азоту, формальдегід, бензопірен, свинець.
Спостереження за станом атмосферного повітря в місті проводить Черкаський обласний центр з гідрометеорології. Департамент екології та безпеки населення міськвиконкому фінансує з міського цільового фонду охорони довкілля проведення вимірів специфічних забруднювальних речовин. Крім того, гідрометцентр контролює основні речовини, важкі метали та органічні сполуки. Спеціалістами відділу екології та раціонального природокористування департаменту екології та безпеки населення проводиться систематизація та аналіз даних спостережень. Систематичні спостереження за вмістом в атмосферному повітрі шкідливих речовин проводяться на 3 стаціонарних постах (ПСЗ № 2 — центр міста, вулиця Святотроїцька, буд. 68; ПСЗ № 3 — мікрорайон Дніпровський, вулиця Гетьмана Сагайдачного, буд. 146; ПСЗ № 4 — Південно-Західний мікрорайон, вулиця Олени Теліги, буд. 4) з періодичністю відбору проб 4 рази на добу (1,00, 7,00, 13,00, 19,00) 6 разів на тиждень.

Очисні споруди ПрАТ «Азот»

Стан довкілля у місті загалом характеризується як стабільний. Комплексний індекс забрудненості на 2008 рік склав 7,56, що приблизно дорівнює середньому забрудненню у містах України. Зниження індексу забруднення обумовлене зменшенням концентрацій аміаку та оксиду азоту в атмосфері. Найбільш забрудненими залишаються мікрорайони Дніпровський та Центр. Стан першого обумовлений близьким розташуванням до ПрАТ «Азоту», а Центр більш завантажений автотранспортом. Подальше зменшення вмісту шкідливих газів в повітрі завдячує зупинці хімічного підприємства «Хімволокно» та зменшенні потужності інших заводів.
Результати спостережень води в Кременчуцькому водосховищі показують, що концентрації азоту нітритного, БСК5, хрому шести-валентного та фенолу перевищують свою граничну допустиму концентрацію. Решта контрольованих речовин знаходяться в межах допустимих норм. У 2008 році, в порівнянні з попередніми, зменшились концентрації фосфатів і фосфору загального в 3,2-3,8 раза, АСПАР в 1,6 раза, магнію в 1,4 раза, азоту амонійного і хлоридів в 1,3 раза, завислих речовин в 1,2 раза, але збільшились концентрації хрому шести-валентного, калію, гідрокарбонатів, БСК5 в 1,2-1,4 раза, натрію в 1,5 раза, азоту нітратного — удвічі.
Основними причинами забруднення поверхневих вод Черкас є скид неочищених та не досить очищених комунально-побутових і промислових стічних вод безпосередньо у водні об'єкти та через систему міської каналізації, надходження до водних об'єктів забруднювальних речовин у процесі поверхневого стоку води з забудованих територій та сільгоспугідь, ерозія ґрунтів на водозабірній площі. Якісний стан підземних вод унаслідок господарської діяльності також постійно погіршується. Це пов'язано з існуванням фільтрувальних накопичувачів стічних вод, а також з широким використанням мінеральних добрив та пестицидів. З 1992 року місто для очищення стічних вод використовує очисні споруди ПрАТ «Азоту».

## Населення
Станом на 1 січня 2022 року населення міста становить 269 836 осіб, що на 2815 осіб менше, ніж на 1 січня 2021 року. Станом на 2001 рік згідно з офіційними даними Всеукраїнського перепису чисельність населення міста складала 295,4 тисяч осіб. Станом на 1 січня 2005 року населення міста становило 293 271 особа, з них у Придніпровському районі проживало 141 737 осіб, у Соснівському — 151 534 особи. З 2014 року населення поступово скорочується.

### Національний склад
За національним складом, більшість населення міста становлять українці, значна частка росіян та євреїв.
|          | 1926 | 1939 | 1959 | 1989 | 2001 |
| -------- | ---- | ---- | ---- | ---- | ---- |
| українці | 62,0 | 74,7 | 71,0 | 74,4 | 83,4 |
| росіяни  | 8,6  | 8,4  | 21,2 | 20,6 | 13,1 |
| євреї    | 27,6 | 14,8 | 5,5  | 1,6  | 0,5  |

Згідно з опитуваннями, проведеними Соціологічною групою «Рейтинг» у 2017 році, українці становили 94 % населення міста, росіяни — 4 %.

### Мовний склад
Динаміка рідної мови населення Черкас за переписами, %
| мова       | 1897 | 1926 | 1989 | 2001 |
| ---------- | ---- | ---- | ---- | ---- |
| українська | 43,6 | 56,8 | 70,2 | 79,1 |
| російська  | 16,6 | 18,8 | 28,7 | 18,7 |
| їдиш       | 36,9 | 22,9 | 0,1  | 0,01 |

Рідна мова населення за даними перепису 2001 року:
| Мова       | Чисельність, осіб | Доля    |
| ---------- | ----------------- | ------- |
| Українська | 231 441           | 79,05 % |
| Російська  | 54 677            | 18,68 % |
| Інше       | 6 643             | 2,27 %  |
| Разом      | 292 761           | 100 %   |

Українська мова є основною та єдиною офіційною мовою міста.
Згідно з опитуваннями, проведеними Соціологічною групою «Рейтинг» у 2017 році, українською вдома розмовляли 64 % населення міста, російською — 19 %, українською та російською в рівній мірі — 15 %.
Згідно з опитуванням, проведеним Міжнародним республіканським інститутом у квітні-травні 2023 року, українською вдома розмовляли 80 % населення міста, російською — 18 %.
Згідно з опитуванням, проведеним Міжнародним республіканським інститутом у квітні-травні 2024 року, українською вдома розмовляв 91 % населення міста, російською — 37 % (на відміну від опитування 2023 року було дозволено вибір кількох варіантів).
28 вересня 2023 року, рішенням Черкаської міської ради, у Черкасах було запроваджено мораторій на публічне використання російськомовного культурного продукту.

### Статевий склад населення
Щодо статевого складу населення, то згідно з переписом населення 2001 року в місті проживає 137 500 чоловіків та 158 700 жінок, у відсотках відповідно 46,4 % та 53,6 %. Для порівняння з 1989 роком чоловіків побільшало (було 46,1 %), а жінок стало менше (було 53,9 %). У розрізі міських районів, у Соснівському районі проживає 46,6 % чоловіків та 53,4 % жінок (у 1989 році відповідно 46,2 % та 53,8 %), а у Придніпровському — 46,3 % чоловіків та 53,7 % жінок (у 1989 році відповідно 46 % та 54 %).
За даними міського управління охорони здоров'я, у Черкасах діти до 14 років становлять 15 %, а пенсіонери відповідно 19 %, що вказує на старіння населення міста. Станом на 2022 рік спостерігається зниження народжуваності та підвищення смертності населення. Якщо у 2002 році у Черкасах народилось 2 044 немовлят (0,69 % до всього населення), то у 2021 році цей показник знизився до 1 529 немовлят. Кількість померлих у 2021 році 4344 осіб.

## Історія

### Від давнини до заснування міста
В історії Черкас досі є багато маловивчених сторінок. Значний вплив на сучасне розуміння історичного розвитку міста і краю має той факт, що воно переважно формувалось російською, а пізніше радянською історіографією, через що деякі періоди міської історії лишаються невисвітленими, частина документів замовчуються, або й дотепер викривляються. І хоча про початки Черкас відомо мало, достеменним є факт існування і зростання міста вже в XIV столітті та перетворення його надалі на значний осередок Козаччини (Черкаси були центром козацьких полків з 1625 по 1687 роки), відтак участь громади міста в усіх важливих подіях козацької історії України — від Хмельниччини до Коліївщини. На території Черкас в першій половині 1664 року точилися бої козаків Правобережного гетьмана Павла Тетері та польських загонів з лівобережними козаками під керуванням гетьмана Івана Брюховецького та московськими військами. Значення міста як козацького центру було таким важливим, що якийсь час іменування черкаси правило етнонімом всіх українців. Безперечним також є економічне піднесення і українське культурне життя в Черкасах у другій половині XIX — початку XX століття. Місто не оминули ані жорстокі соціальні експерименти перших десятиліть радянської влади, ні тягар Другої Світової війни. За переказами старожилів міста, радянська влада вивезла з території Черкас та Черкаської області багато коштовностей козацької доби, що мають як велику матеріальну, так і історичну цінність. Вирішальним же для відбудови й подальшого розвитку Черкас стало те, що від 1954 року місто стало адміністративним центром «наймолодшої» області держави.
Територія сучасного міста як місце проживання людей відома віддавна. Так, вона перебувала в зоні стійкої залюдненості і господарської діяльності первісної людини вже в пізньому палеоліті (40-10 тисяч років тому). Тут виявлено 22 археологічні пам'ятки: поселення доби мезоліту, знахідки доби неоліту, дві групи курганів з 9 насипами, поселення і могильник бронзової доби, чотири городища та сім поселень зарубинецької культури, два поселення та могильник черняхівської культури, два поселення ранніх слов'ян, городище XIII—XIV століть, поселення та два городища XIV—XVII століть тощо. Дві з них мають національне значення. Декілька з цих пам'яток було досліджено археологами. Найстародавніші з них датовані 1-2 тисячоліттям до н. е. Всього на території міста було виявлено 4 древніх городища. Частина міста затоплена водами Кременчуцького водосховища, що унеможливлює вивчення саме найдавнішої частини міста, розташованої на березі Дніпра. Щодо виникнення сталого історичного поселення і заснування власне Черкас й донині точаться запеклі дискусії та суперечки. Беззаперечним лишається факт, що як постійне поселення Черкаси відомі принаймні з кінця XIII століття. Так відомі західні географи кінця Середньовіччя — початку Новочасся Герберштейн та Боплан вважали Черкаси дуже древнім містом. Прикметно й те, що коли Великий князь Литовський Ягайло був визнаний польським королем в 1386 році, були засновані 3 гетьманства: Польське, Литовське і Руське[джерело?]. Останньому гетьману місцем перебування було призначене саме місто Черкаси, яке, отже, ніяк не могло бути новоствореним і/або невеликим поселенням.

Діорама «Старі Черкаси» в Черкаському краєзнавчому музеї

Проблематику заснування міста, точної дати якого не відомо, в різний час і різні вчені розв'язували по-різному. Більшість із них схильні вважати, що поселення виникло у період Київської Русі, але при безпосередній участі неслов'янських елементів нижнього Подніпров'я, що підтверджується історичними даними. Отже, дату заснування Черкас, за дослідженнями різних вчених, можна віднести до трьох періодів:
- ряд дослідників обстоює заснування Черкас у дотатарську добу (до 1240 року) — поселення або місто могло бути закладено представниками войовничих племен, що увійшли в історію під загальною назвою чорні клобуки. На користь цього говорить те, що торки, берендеї, печеніги та інші сусідні з Руссю народи називались черкасами. Ця тюркська кіннота, на думку відомого історика Б. Д. Грекова, в XI—XII століттях масово осідала нижче Києва, і за часів князя Володимира Мономаха (1116) вели боротьбу проти половців. Ймовірно, що ці племена могли мати своє головне місто, яке кияни називали Черкаськом. У цьому разі при заснуванні міста вже тоді був присутній слов'янський компонент. Цю версію висловив краєзнавець Олександр Знойко у книзі «Міфи Київської землі та події стародавні» (1989).
- російські та радянські вчені відносять утворення Черкас безпосередньо до доби монголо-татар. Майже класичним став витяг зі «Статистичного опису Київського губернії» (1852), за яким:

|  | «Баскак Ахмет, що панував у Липецькому князівстві, створив біля Рильська дві слободи, куди стікались різного штибу розбійники, щоб грабувати навколишні поселення. Князь Олег, що був нащадком давніх володарів Чернігівських, поскаржився на те хану Телебугу і той, давши йому загін монголів, звелів розорити слободи, що й було вчинено... Жителі Ахметових слобід були черкасами і називались казаками [«вільними людьми»], вони втекли до баскака в Канів і збудували містечко Черкаськ. Якщо це повідомлення справедливе, то заснування Черкас, що раніше називалися Черкаськом, слід відносити приблизно до 1284 року.» |

Однак, це свідчення середини XIX століття ставить більше питань, ніж дає відповідей: по-перше, географічна розкиданість описуваних подій (Липецьке і Чернігівське князівства, а з іншого боку — Канів і Черкаси) ставить під сумнів достовірність матеріалу; по-друге, черкасами та козаками називались у згадуваний час різні народи, тому стверджувати, що мова йде саме про заснування сучасних Черкас доволі проблематично. Втім, варто визнати, що назва Черкаськ фіксується в поодиноких документах, наприклад, 1499 року в листі кримського хана Менглі-Герая до князя московського Івана III. Одним з авторів цієї теорії став російський державний діяч та історик XVIII століття Васілій Татіщев, який стверджував, що Черкаси були засновані групою черкесів, які переселилися з Курського князівства і в 1282—1284 роках власне збудували місто-фортецю.
- Бантиш-Каменський (1903)[33] говорячи про Остафія Дашкевича (після 1504 року) сказав, що Сигізмунд І віддав йому Канів, дозволив дніпровитянам[34] селитись вище порогів та побудувати Черкаси.

За польськими джерелами, Черкаси завдячують своїй появі саме привілеям польських королів. Зокрема, в привілеях, дарованих королем Станіславом-Августом, сказано:
|  | «жителі Черкас між іншими документами представили на доказ своїх прав опис замку Канівського, зроблений 1552 року, з якого видно, що коли великий князь литовський Гедимін завоював над морем Кафу, Перекоп і Черкаси П'ятигорські, та привів частину черкасів, тоді, оселивши їх над Дніпром, місто Черкаси ними заселив і поклав йому початок.» |

- новою версією, яка намагається пояснити дату заснування міста, є та, яка була висунута істориками Дмитром Куштаном та Валерієм Ластовським у їхній книзі «Археологія та рання історія Черкас». Дослідники відкидають панівну раніше версію про те, що Черкаси виникли наприкінці XIII століття і стверджують, що місто виникло як литовський прикордонний замок у другій половині XIV століття. Однак повністю довести цю версію неможливо через брак археологічних розкопок у межах міста[8];
- існує також напівфантастична версія про те, що Черкаси ніби-то заснувала все-таки група слов'ян-русів, але яка повернулась із П'ятигір'я на Північно-Західному Кавказі, причому до того там же асимілювавшись з попередниками адигів — черкесів. Від них вони отримали назву і козацьку ментальність, що дозволила не лише звести міцну фортецю, а й стати ядром формування майбутньої української козацької народності[35] (див. тж. про походження назви міста).

Перша достовірна згадка про Черкаси міститься грамоті князя Федора Коріатовича 1392 року, в якій згадується черкаський воєвода Бедрих (Бедришко). Помилковою є згадка міста в українському письмовому джерелі — Густинському літописі — яка датується 1305 роком. У цьому літописі. створеному на початку XVII століття, Черкаси згадуються як уже існуюче місто в ряду інших українських міст — Києва, Канева, Житомира та Овруча.

### Річ Посполита та Гетьманщина
З 1390-х років Черкаси існують як прикордонна фортеця, завданням якої була охорона кордонів Русько-литовського князівства. Відтоді Черкаси, в складі автономного на той час від литовських урядників удільного Київського князівства, стають важливим форпостом південних кордонів. Автори «Старожитної Польщі» помилково називають Олександра Кміту першим черкаським намісником 1434 року.В адміністративному плані місто стало центром староства, яким управляли призначені київським князем (від 1471 року — воєводою) намісники із боярсько-князівської знаті, що пізніше почали називатися старостами.

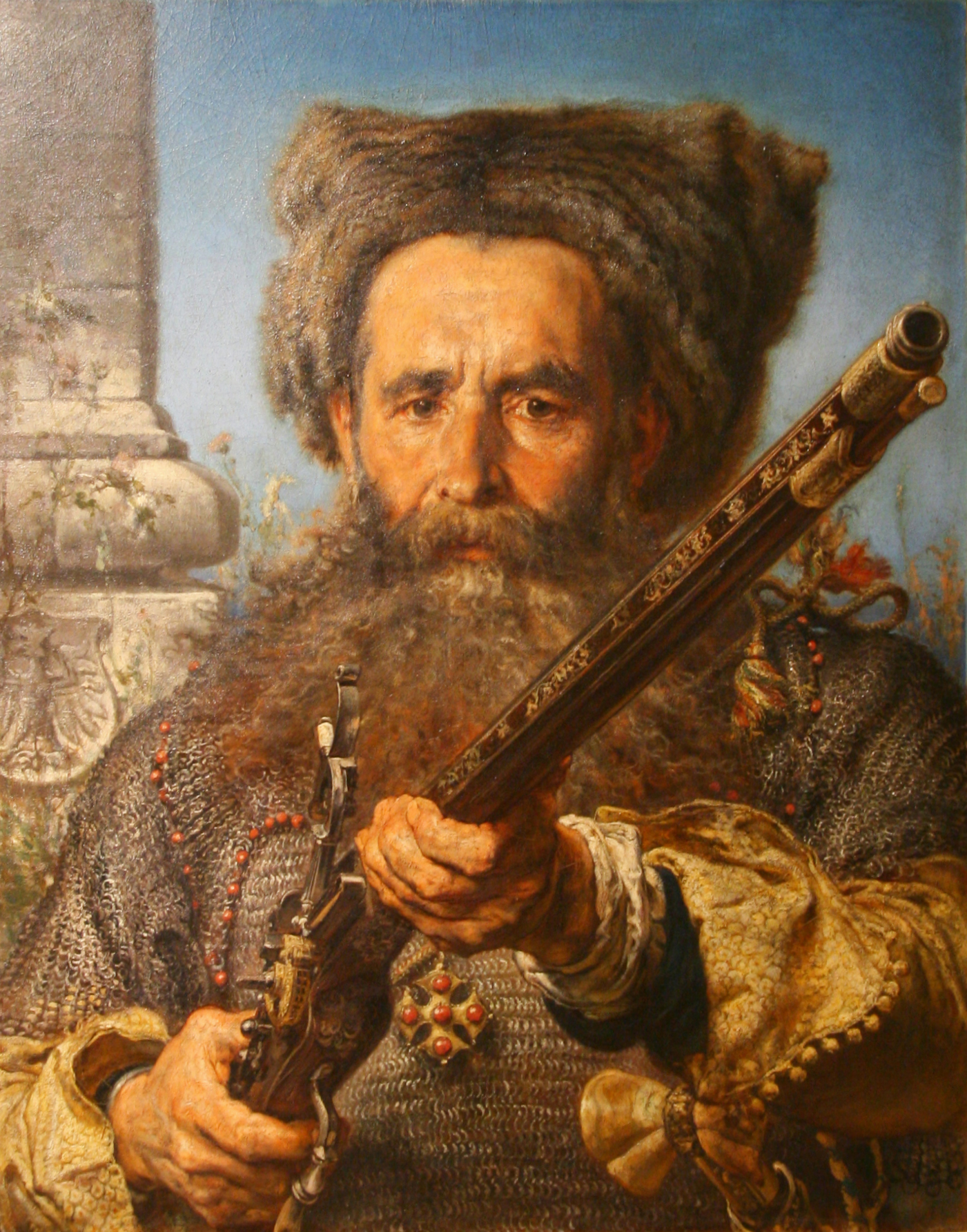
Остафій Дашкевич
(картина Яна Матейка)

Роль Черкас, як важливого опорного пункту проти грабіжницьких нападів з боку Кримського ханства, особливо зросла з кінця XV століття. Неодноразово мешканцям доводилось вступати в бій проти татарських загонів. Першого, доволі серйозного, нападу татар місто зазнало 1482 року від орд Менглі-Гірея, що спустошили майже всю Київщину, а також спалили Черкаси. Після цього на початку XVI століття черкаську фортецю було значно укріплено. 1532 року місто витримало 13-денну облогу військ кримського хана Саадет-Герая.
Географічні й політичні умови впливали і на внутрішнє життя Черкас. В цей період місто стає одним із осередків відходництва й формування нового соціального стану — козацтва. Ось як відомий український екзильний вчений Андрій Яковлів описує соціально-економічну атмосферу в Черкасах даного періоду:
|  | «Життя серед невпинної боротьби з татарами, під засторогою щоденної небезпеки, утворювало відважні, уперті, витривалі характери, сприяло відновленню осібного класу людей, загартованих невпинною борнею з ворогом, — козаків. Цей численний вже наприкінці XV ст. клас весну, літо й осінь жив у степу, на своїх «уходах» — хуторах, на річках і озерах, або на шляхах та перевозах, ловив рибу, бив звіра усякого, не минав і своїх ворогів-татар, нападаючи на них за слушної нагоди: іноді грабував і громив кримськотатарські, османські і московські торговельні каравани. На зиму козаки верталися до міста і приносили разом з великою многоцінною здобиччю вільний дух степів, протест проти усякого зневолення…» |

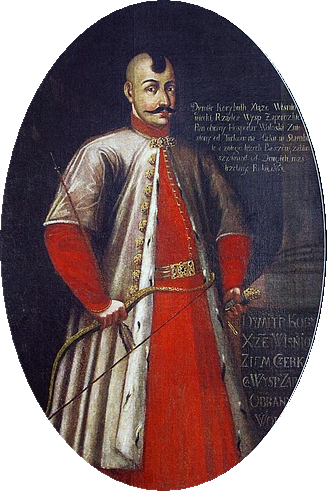
Дмитро Байда-Вишневецький
(портрет аноніма 1563 року)

Такі умови, як зовнішні чинники, та внутрішня соціальна організація, надавали великого значення Черкаському замкові — відтак спонукали центральну владу тримати тут талановитих адміністраторів з певними, значно розширеними правами для місцевого населення. Саме тому в період кінця XV — початку XVI століть посади черкаських старост обіймають, за деякими винятками, видатні особи свого часу, серед яких князь Богдан Глинський, Кмита Олександрович, князь Василь Дашкевич, Андрій Немирович, Остафій Дашкевич, Василь Тишкевич, Дмитро Вишневецький та інші.
Черкаським старостою не раніше 1515 року став Остафій Дашкевич, який до цього був старостою канівським. Так два сусідніх міста — Канів і Черкаси були злучені надовго під орудою одного старости, який зазвичай жив у Черкасах. При Остафії Дашкевичу, який управляв містами і успішно очолював українську прикордонну варту в районі Середньої Наддніпрянщини, місто продовжувало забудовуватись. Також він керував декількома вдалими нападами-походами черкасців проти кримських татар і османів, а 1533 року подав розроблений ним проєкт захисту південних кордонів від татарських вторгнень, в якому обґрунтовував необхідність спорудження за дніпровськими порогами укріплення з постійною сторожею. Дашкевич згуртував навколо себе багато козаків, зміцнив роль придніпровських міст і містечок як центрів формування українського козацтва, урядуючи в Черкасах і Каневі до своєї смерті 1535 року. А за два десятиліття ідеї О. Дашковича знайшли відображення в Запорозькій Січі, яку організаційно започаткував на острові Мала Хортиця інший черкаський староста Дмитро Вишневецький.
Черкаси в ці часи не лише не були відірвані від загальноукраїнських подій, а й фактично стали своєрідним плацдармом у заселенні волелюбними козаками пониззя Дніпра. Вони завжди брали участь у нападах на кримських татар і османів, зокрема й під проводом Івана Підкови. Водним шляхом Черкаси вже тоді сполучались не лише з прилеглими до Дніпра землями, а й з Волинню (через Прип'ять та її праві притоки). Центром міського життя був Черкаський замок, збудований у 1549—1552 роках на місці старого.

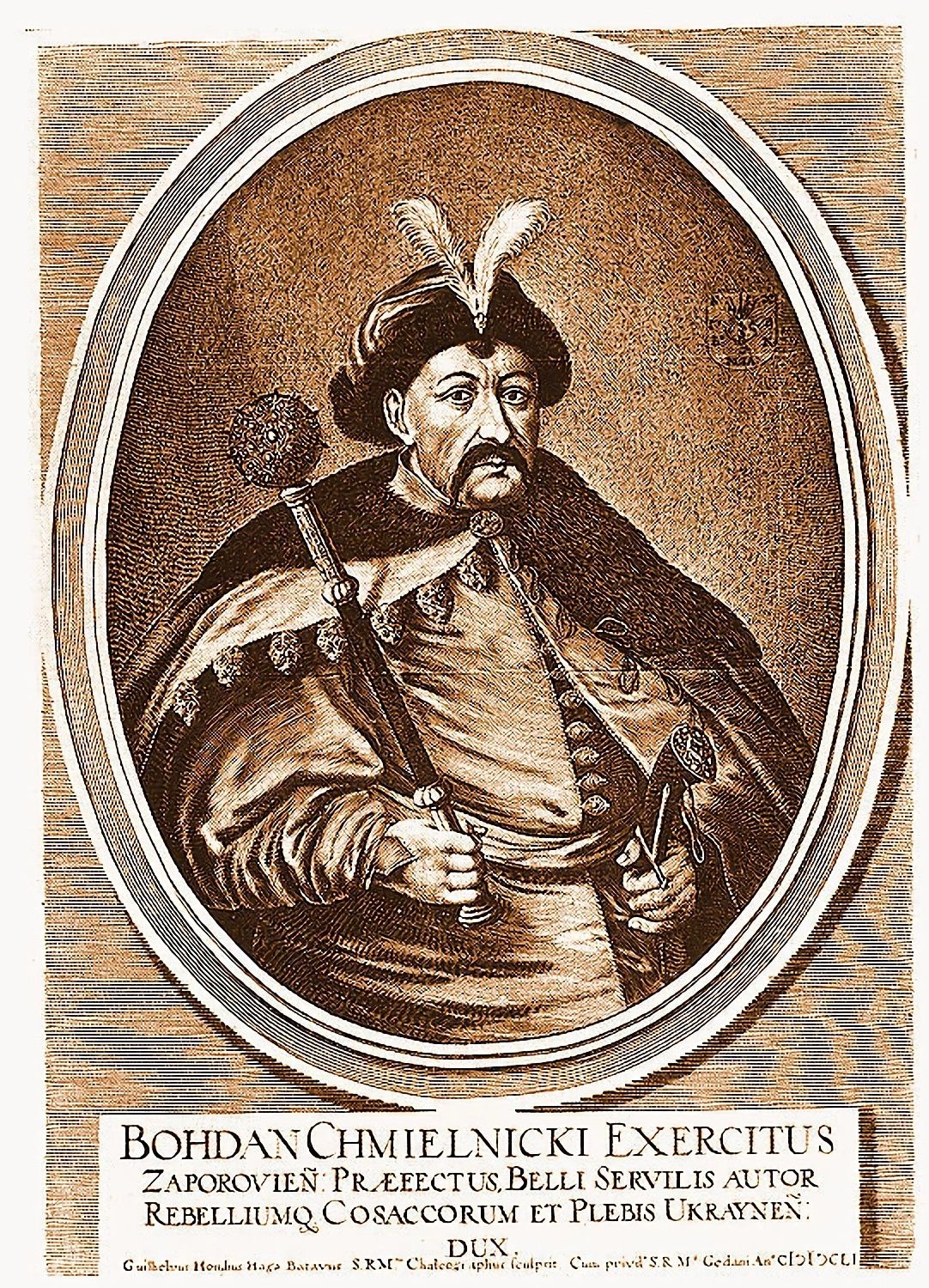
Богдан Хмельницький

Після Люблінської унії 1569 року Черкаси увійшли до складу Корони Королівства Польського. Від назви міста, навколо яких поселялись козаки, їх взагалі почали називати черкасами. А в московських документах XVI–XVII століть черкасами називали вже всіх українців. В історії міста особливе місце посідає Черкаський полк, який утворений ще 1625 року як один з полків реєстрового козацтва. У роки Національно-Визвольної війни з 1648 року він набув значення адміністративно-територіальної одиниці (до 1686 року). Тоді Черкаський полк був одним з найбоєздатніших і найчисленніших і брав участь в усіх важливих битвах козацького війська Богдана Хмельницького.
Ліквідація шляхетського панування позитивно відобразилась на розвитку міста. Виникають промислові підприємства. Після невдалої для козаків Берестецької битви 1651 року, Богдан Хмельницький був вимушений підписати союзний договір з Московським царством. Підписання цього договору мало відбутись саме в місті Черкаси, але через напад шляхти Речі Посполитої дипломати терміново переїхали до сусіднього Переяслава, де й була проведена Переяславська Рада.
Після поразки національно-визвольного руху Черкаси тривалий час перебували під владою Речі Посполитої, куди вони перейшли за Андрусівським мирним договором 1667 року.
1679 року, за наказом московської влади та гетьмана І.Самойловича більшу частину населення Черкас було насильно переселено на Лівобережну Україну (так званий Великий згін).
В 1791 році місто отримало магдебурзьке право, хоча існує версія, що такий привілей Черкаси мали й раніше. Тоді на початку XIX століття плануванням міста зайнявся відомий архітектор Вільям Гесте.

### Російська імперія
Після другого поділу Речі Посполитої 1793 року Черкаси відійшли до складу Російської Імперії, ставши одним з повітових центрів Вознесенського намісництва. У другій половині 18 століття у місто почали переселятись старообрядці (розкольники) з усіх куточків Російської імперії. Вони тут збудували 2 монастирі (жіночий та чоловічий) та парафіяльну церкву. З 1797 року — це вже повітове місто Київської губернії. На другу половину XIX століття припало стрімке економічне піднесення міста. Зокрема, після завершення в 1876 році прокладання залізниці, з'явилися нові промислові підприємства. Неабиякого розвитку набули лісопереробна, цукрова (цукроварня збудована 1854 року), тютюнова (тютюнова фабрика — 1878 рік), металообробна, машинобудівна, борошномельна галузі та торгівля. Щороку у місті відбувалось до 7 ярмарків, а базари — один раз на тиждень. Зріс вантажообіг пристані на Дніпрі. Черкаси стали одним із головних перевалочних пунктів лісу, котрий сплавлявся з північних районів України. Зростання економіки сприяло і розвиткові самого міста. Забудова Черкас велась за планом Вільяма Гесте 1815 року, який передбачав створення рівних кварталів з прямими вулицями та провулками.

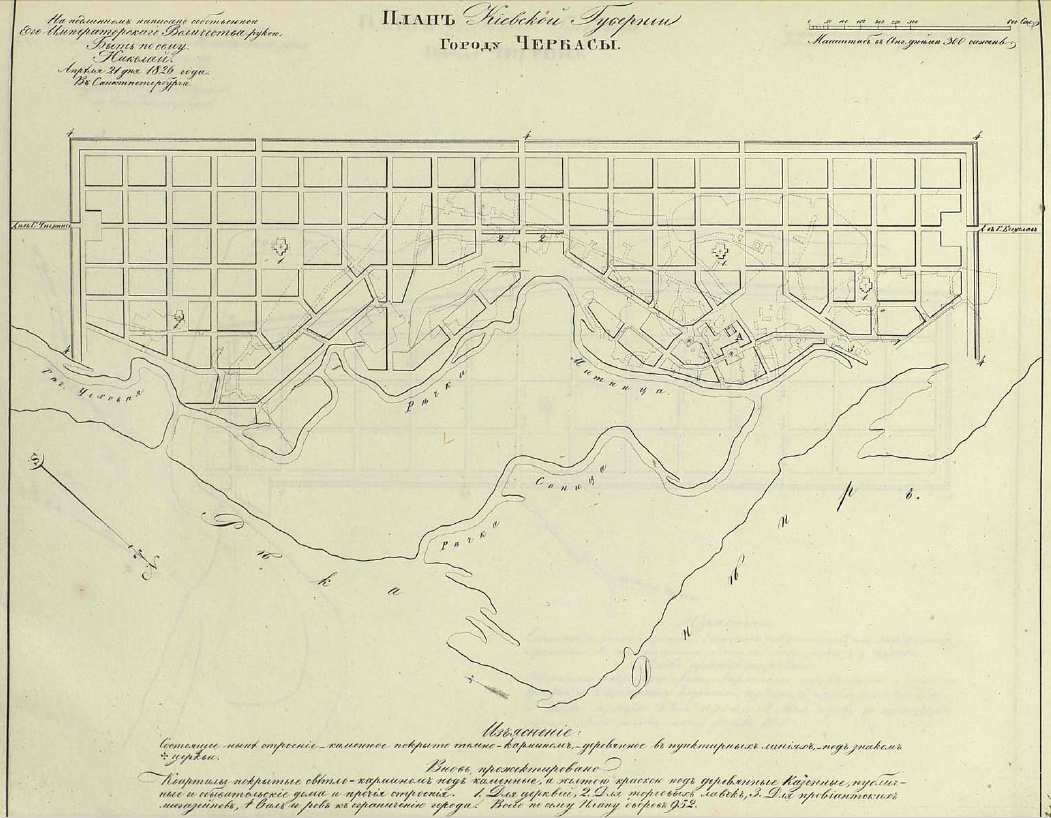
План міста Черкаси Київської губернії, затверджено 21 квітня 1826 року]]
«В Черкасах». Т. Г. Шевченко( 1859)

В липні 1859 року в місті перебував Т. Г. Шевченко, якого заарештували біля Прохорівки і відвезли до Черкас. Тут поет склав свої вірші «Сестрі» та «Колись дурною головою», записав народну пісню «Чи бачиш ти, дядьку», виконав відомий малюнок «В Черкасах».
У жовтні 1905 року, під час революції, Черкаси були охоплені страйками робітників.

### Українська революціятаРадянсько-українська війна
У 1917 році в Петрограді відбувся Жовтневий переворот. Через рік більшовицька хвиля докотилась і до Черкас. На І Всеукраїнський з'їзд Рад делегатом від міста був обраний Т. Г. Нестеренко. У ході Української революції територія Черкас стала частиною проголошеної ІІІ Універсалом Української Народної Республіки у якості земського центру адміністративно-територіальної одиниці Черкаська земля. У ході Першої радянсько-української війни опиняється в зоні бойових дій. 6 січня 1918 року червоний загін Кудинського, який прибув з Росії, розбивши українську оборону у прикордонній станції Хутір Михайлівський, увійшов на Чернігівщину. Загону Кудинського ставилося завдання пробитися через Черкаси на Правобережжі України і вийти до Києва з півдня від Фастова, але завдання не вдалося виконати. 28 січня «Московський революційний загін» (частина військ Муравйова), просуваючись по залізниці, від Гребінки, захопив Черкаси і вийшов в тил УНР. Але 12 березня місто деокуповується українською владою в ході контрнаступу. З утворенням Української Держави на чолі з Павлом Скоропадським стає частиною Київської губернії. У ході Другої радянсько-української війни остаточно опиняється під контролем більшовиків. 16 січня 1918 року в Черкаси були окуповані більшовиками, а 18 січня створено місцеву Раду робітничих, солдатських та селянських депутатів. В кінці січня було створено Революційний комітет на чолі з Золотарьовим. Навесні війська Української Держави гетьмана Скоропадського встановлюють свій контроль над містом. У січні 1919 року в місті знову була встановлена більшовицька окупація, але в травні влада перейшла до війська Григор'єва. Було розстріляно багато більшовиків, серед яких Ф. Н. Ільїн та С. Г. Вербовецький. У роки Перших визвольних змагань понад 10 разів переходило місто з рук в руки, зазнавало обстрілів і руйнувань, декілька тисяч жителів стали жертвами боїв і терору.

### Радянська окупація України

#### Ранній СРСР
1 січня 1920 року Черкаси остаточно переходять під радянську окупацію. 1923 року вони стали центром Черкаського, а з 1927 року — Шевченківського округу і району. Після ліквідації округів 1930 року місто залишилось центром району, який з 1932 року входив до складу Київської області. Як і всі міста й села краю, Черкаси пережили Голодомор 1932—1933 років та сталінські репресії.

Пам'ятний знак на честь жертв Голодоморів та політичних репресій на Черкащині
Краєвид з Дніпра (1936)

#### Друга світова війна

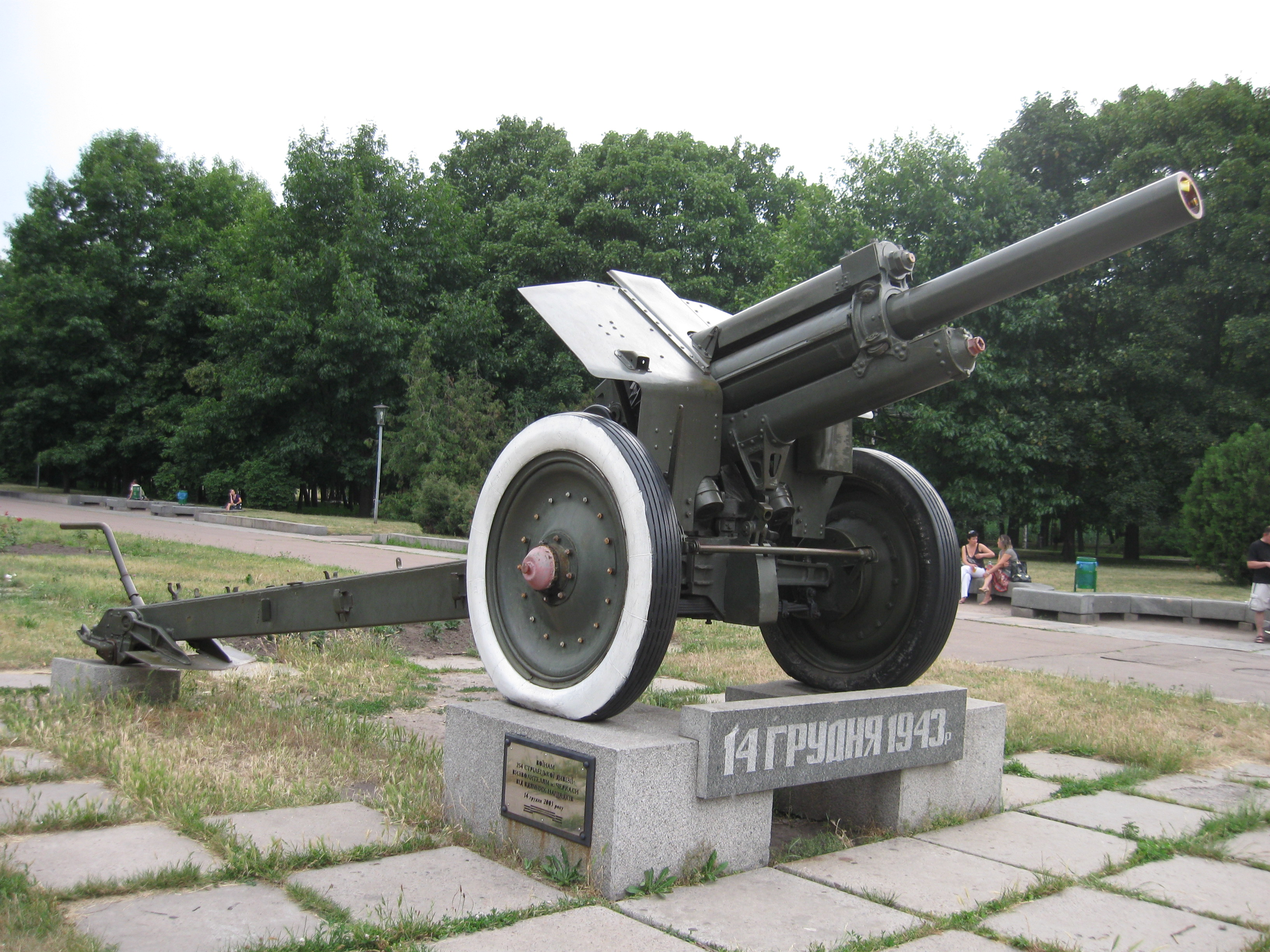
Пам'ятний знак воїнам-визволителям 254 Черкаської стрілецької дивізії

Відчутних збитків і непоправних втрат завдала місту Друга світова війна. 22 червня німецькі літаки бомбардували місто. Були знищені залізнична станція, мости через Дніпро. У серпні 1941 року німецькі війська впритул підійшли до міста. На захоплення Черкас були кинуті піхотна дивізія СС, румунські та італійські з'єднання, батальйон мотоциклістів, танкові підрозділи. Радянські 196-та та 116-та стрілецькі та 212-та моторизована дивізії відбили атаку і організували наступ автошляхом Черкаси — Сміла, відігнавши німців до села Білозір'я. 22 серпня, після знищення Червоною армією мостів через Дніпро, німці увійшли в місто. У черкаських лісах діяв партизанський загін на чолі з Ф. Р. Савченко, в липні-серпні 1943 року в місті були організовані підпільні диверсійні групи. В кінці вересня з'єднання Червоної армії підійшли до Дніпра. Форсування річки було покладено на 52-гу армію 2-го Українського фронту під командуванням генерал-лейтенанта К. А. Коротеєва. 25 вересня поблизу міста були висаджені 3-тя та 5-та авіадесантні бригади, які об'єднались з партизанами. Форсування Дніпра почалось 13 листопада, армією командував М. Ф. Ватутін. Вже до кінця зими Черкаси відійшли під радянський контроль.

#### Повоєнна доба
У повоєнні роки почалась розбудова промисловості, відновлювався розвиток економіки та соціально-культурної сфери. З 1954 року місто стає центром новоствореної і наймолодшої Черкаської області УРСР. Провідними галузями промисловості обласного центру, які сформувались за час існування області стали хімічна, машинобудівна, приладобудівна, переробна та харчова. В 1958 році було створено об'єднання «Черкасизалізобетон», як завод з виготовлення залізобетонних виробів, конструкцій та будівельних матеріалів. За роки свого існування об'єднання розвивало різні напрямки в будівельній галузі, що призвело до реорганізації в Групу компаній «Добробуд». На новому підприємстві було створено потужну виробничу базу, яка дала можливість забезпечувати будівництво як матеріалами та конструкціями, так автотранспортом і механізмами. З розвитком хімічної промисловості в 1960-х роках Черкаси поступово перетворюються з центра легкої промисловості на хімічного гіганта. 1961 року будують найбільший завод з виробництва азотних добрив в Україні, після нього зводять «Хімволокно» (другий за величиною після Чернігівського), «Хімреактив» (завод військового значення) та ще декілька дрібніших. 1961 року, з будівництвом Кременчуцької ГЕС та утворенням Кременчуцького водосховища, через новостворене Черкаське море зводять найдовшу в Україні дамбу з мостом довжиною до 15 км. Це перетворило Черкаси на значний транспортний вузол.

### У Незалежній Україні
У 1991 році, зі здобуттям Україною незалежності, відбувається переорієнтація міської економіки. Так, припинила діяльність низка виробництв, зокрема — Черкаський цукрово-рафінадний завод (збудований наприкінці XIX століття), завод ім. Петровського (більш відомий як «Машбуд»), Черкаський деревообробний комбінат (ДОК). І хоча ці підприємства були приватизовані, нові власники не спромоглися налагодити їхню роботу за нових економічних умов та збанкрутували. Схожа доля спіткала і колись потужні підприємства ВПК — «Імпульс», «Приладобудівний завод», «Завод СТО», «Фотоприлад», «Радіозавод», які станом 2010 рік фактично перебували у стані бездіяльності та руйнації. В цей же період почався занепад хімічної промисловості — закрився «Хімволокно», набагато зменшив свої потужності «Хімреактив». З хімічних виробників у Черкасах стабільно продовжує працювати лише підприємство «Азот».
Натомість на виробництвах, де до менеджменту прийшли далекоглядні господарники і чия продукція виявилась потрібною в нових економічних умовах, справи пішли вгору. Так на запущеному в роки перебудови НВО «Ротор», попри скрутний стан, банкрутство, розпродаж активів підприємства, на його промисловому майданчику почало інтенсивно розвиватися автомобілебудування — 2005 року зведено перший завод корпорації «Богдан» зі збирання легковиків. Станом на 2010 рік в Черкасах існувало три великих заводи цієї корпорації зі збирання автобусів, легкових та вантажних автомобілів (через кризу не працює), та декілька підприємств, які безпосередньо пов'язані з автомобілебудуванням. Відтак, Черкаси з «хімічного гіганта», яким місто стало у радянський час, за сучасності перетворилося на український центр автомобілебудування. У місті, як і раніше, працює декілька підприємств харчової та легкої промисловості.
28 листопада 2008 року в місті з центрального майдану (перед будівлею Черкаської облдержадміністрації) було демонтовано пам'ятник Леніну, що супроводжувалося руйнуванням скульптури і викликало неоднозначну реакцію громадськості міста. За роки незалежності України архітектурне обличчя Черкас зазнало змін — однак не всі з новобудов вписалися в міський ландшафт, що склався упродовж XX століття.
Фінансово-економічна криза в Україні наприкінці 2008—2009 років дуже вплинула на економіку Черкас — тенденції розвитку змінилися стагнаційними, що зачепили зокрема й найуспішнішу промислову галузь міста — автомобілебудування.

#### Російсько-українська війна
З 24 лютого 2022 року, з початком повномасштабного російського вторгнення в Україну, місто не перебуває на лінії фронту або у прифронтовій зоні, але регулярно зазнає ударів крилатими ракетами з боку російських окупантів. 26 червня 2022 року в один з районів Черкас було уражено двома ракетами, внаслідок чого була пошкоджена інфраструктура, загинула 1 людина, 5 осіб отримали поранення. 29 червня 2022 року заарештовано громадянина міста, який надавав російським окупантам, зокрема спецслужбі ФСБ, інформацію про розташування блокпостів та координати мосту через річку Дніпро за грошову винагороду.
21 вересня 2023 року місто Черкаси знову було уражено 4 ракетами. З великою ймовірністю сили РФ атакували місто ракетами класу «повітря-земля» Х-101, які запускають зі стратегічних бомбардувальників, внаслідок чого ув частково зруйнований готель «Центральний». Постраждали 11 осіб, шестеро було шпиталізовано. 
В ході російсько-української війни, через бойові дії до Черкас тимчасово переїхало станом на квітень 2022 року близько 70 000 вимушених переселенців. Також, до міста був релокований Слов'янський енергобудівний технікум.
У ніч проти 24 липня 2025 року російські окупанти завдали ракетні авіаудари по місту Черкаси. Внаслідок ворожого обстрілу кількість постраждалих зросла до 12 осіб. О 04:09 Повітряні Сили ЗСУ повідомили, що у північній частині Черкаської області були зафіксовані ракети, які тримали курс на південь або південний схід, і закликали жителів Черкас перебувати в укриттях, об 05:48 очільник Черкаської ОВА Ігор Табурець повідомив, що ворожих ударів зазнав обласний центр. У місті неодноразово пролунали вибухи. Мер Черкас Анатолій Бондаренко повідомив, що через ворожий обстріл міста пошкоджено цвинтарі № 4 — на  секторі № 10 зруйновано чимало надмогильних пам'ятників.

## Адміністрація та поділ

### Міська рада
Шаблон:Оновити розділ
До складу Черкаської міської ради входять 42 депутати, що обираються громадою міста строком на 5 років. Станом на 2015 рік у Черкаській міській раді 6-го скликання представлені 8 політичних сил:
| Партія                                  | Кількість |
| --------------------------------------- | --------- |
| Партія вільних демократів               | 8         |
| Блок Петра Порошенка «Солідарність»     | 6         |
| Всеукраїнське об'єднання «Батьківщина»  | 6         |
| Всеукраїнське об'єднання «Черкащани»    | 6         |
| Всеукраїнське об'єднання «Свобода»      | 5         |
| Об'єднання «Самопоміч»                  | 5         |
| Українське об'єднання патріотів «УКРОП» | 4         |
| Радикальна партія Олега Ляшка           | 3         |

Секретарем Черкаської міської ради є Олександр Радуцький, виконавчий комітет (виконком), який складається з 9 членів
Черкаській міській раді підпорядковані 9 департаментів, кожен з яких відповідає за певну сферу міського життя: департамент управління справами; департамент містобудування; департамент житлово-комунального комплексу; департамент освіти та гуманітарної політики; департамент бюджетної політики; департамент муніципальної інспекції; департамент охорони здоров'я; департамент соціальної політики. Також сюди входять 10 управлінь, 29 відділів, управління з питань державної реєстрації суб'єктів господарювання, юридичне управління, відділ «Оперативна служба», відділ «Патронатна служба», Служба у справах дітей, Апарат міської ради. У 2 районах міста (Соснівський і Придніпровський) та підпорядкованому міськраді селищі Оршанець органами виконавчої влади є Черкаська міська рада

### Поділ міста

Райони міста

В адміністративному плані місто поділяється на 2 міських райони — Придніпровський та Соснівський.

## Промисловість
Черкаси є важливим економічним центром України, тут представлені різні галузі промисловості, проте традиційно найбільший розвиток отримали хімічна промисловість, автомобілебудування та харчова промисловість. Всього промисловими підприємствами міста в 2007 році реалізовано продукції на 7 894,3 млн грн., що становить 64,0 % від обсягу реалізованої продукції всієї області.
Серед головних підприємств міста за галузями промисловості виділяються:
- хімічна промисловість — ПрАТ «Азот» (з 1964 року; найбільше в Україні підприємство з виробництва азотних добрив)[52], завод «Аврора» (виробництво лакофарбової продукції), асфальтний завод котрий у 2012 році оновив свою матеріально-технічну базу і зараз забезпечує місто щебнево-мастиковим матеріалом[53], ТОВ «Черкаський завод автохімії»;
- легка промисловість — шовковий комбінат «ЧШК» (з 1965 року, один з найбільших в державі), швейна фабрика ім. Лесі Українки, взуттєва фабрика «Лавента», фабрики гігроскопічної вати, шкіряної галантереї, валяльна;
- машинобудівна промисловість — ЗАТ «Черкасиелеватормаш», 3 заводи корпорації «Богдан» — завод легкових автомобілів (збирання автомобілів марок «ВАЗ» та «Hyundai»[54]), автобусний завод (випуск автобусів марки «Богдан»[55]) та завод вантажних автомобілів (збирання вантажівок марки «Isuzu»); завод з виробництва устаткування для харчової промисловості «Темп», приладобудівний завод (в радянські часи тут вироблялись запчастини для місяцехода), завод «Фотоприлад» (виробництво оптики для військових танків та машин);
- харчова промисловість — лікеро-горілчаний завод ТОВ «Буассон Еліт» Бельведер Груп, компанія з переробки кукурудзи ТОВ «Альтера Ацтека Мілінг Україна», молочний комбінат «Юрія» (ТМ «Волошкове поле»), кондитерська фабрика «Світ ласощів» (виробництво продукції під торговою маркою «Домашнє свято»), консервний комбінат корпорації «Верес» (з 1936 року, зараз один із найбільших в Україні), м'ясокомбінат «ЧПК» (один із найбільших у країні), декілька підприємств з фасування круп, 2 хлібокомбінати (виробництво продукції під торговою маркою «Формула смаку»);
- виробництво будівельних матеріалів — Група компаній «ДОБРОБУД» (одна з найбільших будівельних компаній в Черкаській області, яка спеціалізується на виробництві будівельних матеріалів, а також будівництві житла, торгових, офісних та виробничих об'єктів), завод ЗБВ, 2 заводи з виробництва силікатної цегли (з місцевої сировини), підприємства з виробництва будівельних матеріалів (металопластикові вікна «Круг», пінопласт, будівельні суміші тощо);
- деревообробна промисловість — ТОВ «Мареллі» (виробництво меблів, фанери, пиломатеріалів та матраців марки «Венето»), декілька меблевих фабрик (Черкаська меблева фабрика, Romira, Lion, ПМ-Плюс тощо) та деревообробних підприємств;
- інші підприємства — фабрика мистецьких виробів, домобудівний комбінат, завод з виробництва картонної тари (з 2008 року, українсько-австрійське підприємство, на відкриття якого приїздив канцлер Австрії), підприємство вторинної сировини «Черкасивторресурси» тощо.

Підприємства Черкас
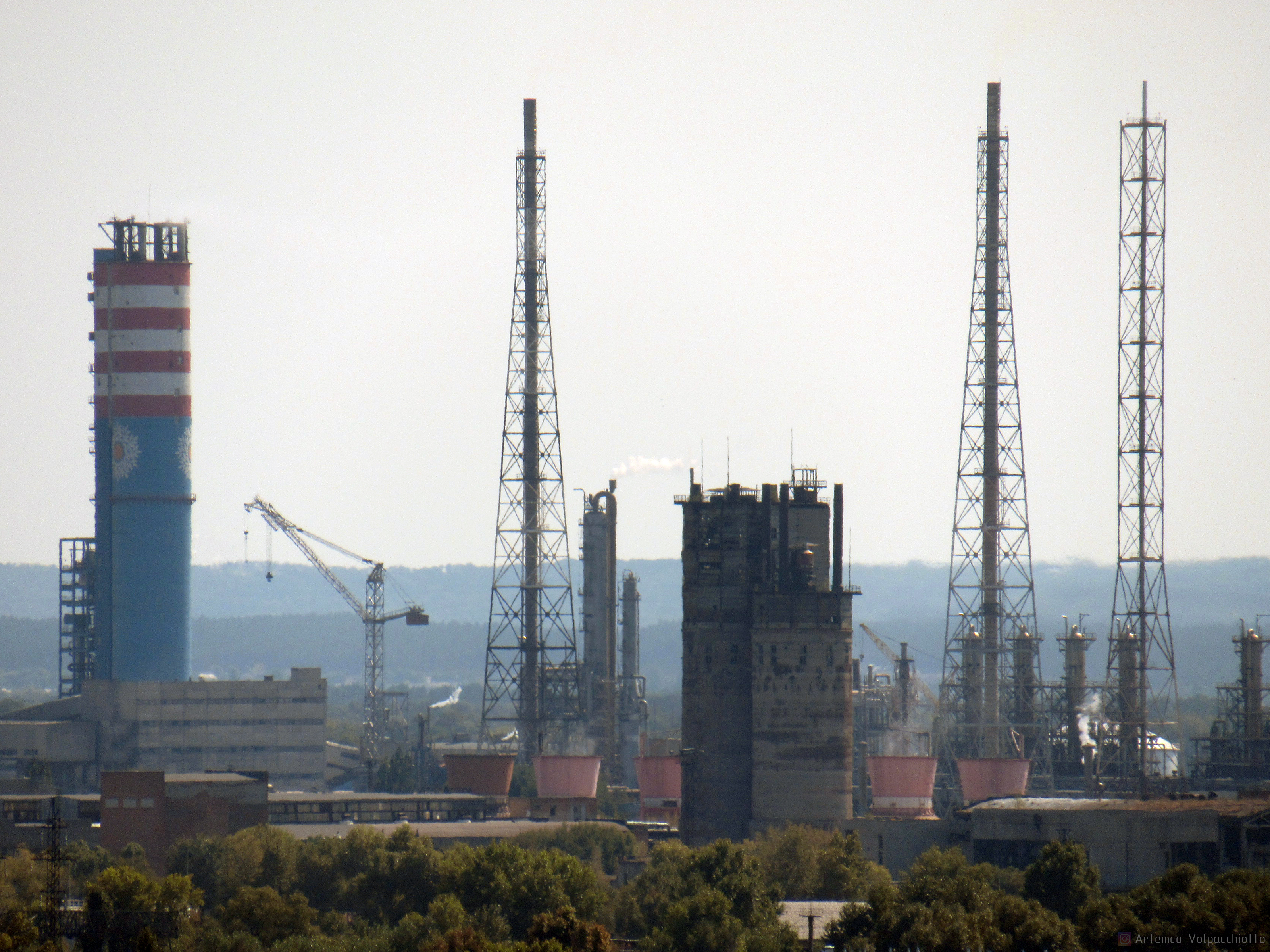
ПАТ «Азот»
Швейна фабрика «Вайсе»
Машинобудівний завод «Темп»
Трикотажна фабрика «Любава»

## Транспорт
Черкаси є транспортним вузлом України, що пов'язано, зокрема, з його розташуванням у центрі держави. Через місто пролягають два найважливих автошляхів — регіонального значення Р10 (Канів — Кременчук) та національного значення Н16 (Золотоноша — Умань), побудований Новомиргородською ШЕД-722 під керівництвом інженера Степана Кожум'яки. Між Черкасами та Смілою, що є частиною Черкаської агломерації, збудована новітня автомагістраль європейського рівня — по дві смуги руху в обох напрямках з широкою, місцями засадженою деревами, розподільною смугою. Навколо міста зведено й функціонує об'їзна дорога.
Через місто пролягає залізниця, що сполучає дві швидкісні магістралі Київ — Харків та Київ — Дніпро дамбою та мостом через Кременчуцьке водосховище, що є стратегічним об'єктом державного значення. У Черкасах функціонують залізничний вокзал, з якого здійснюється регулярне сполучення з сусідніми залізничним вузлами — станціями Імені Тараса Шевченка (м. Сміла) та Гребінкою. До великих промислових підприємств прокладені додаткові залізничні колії для вивезення продукції.

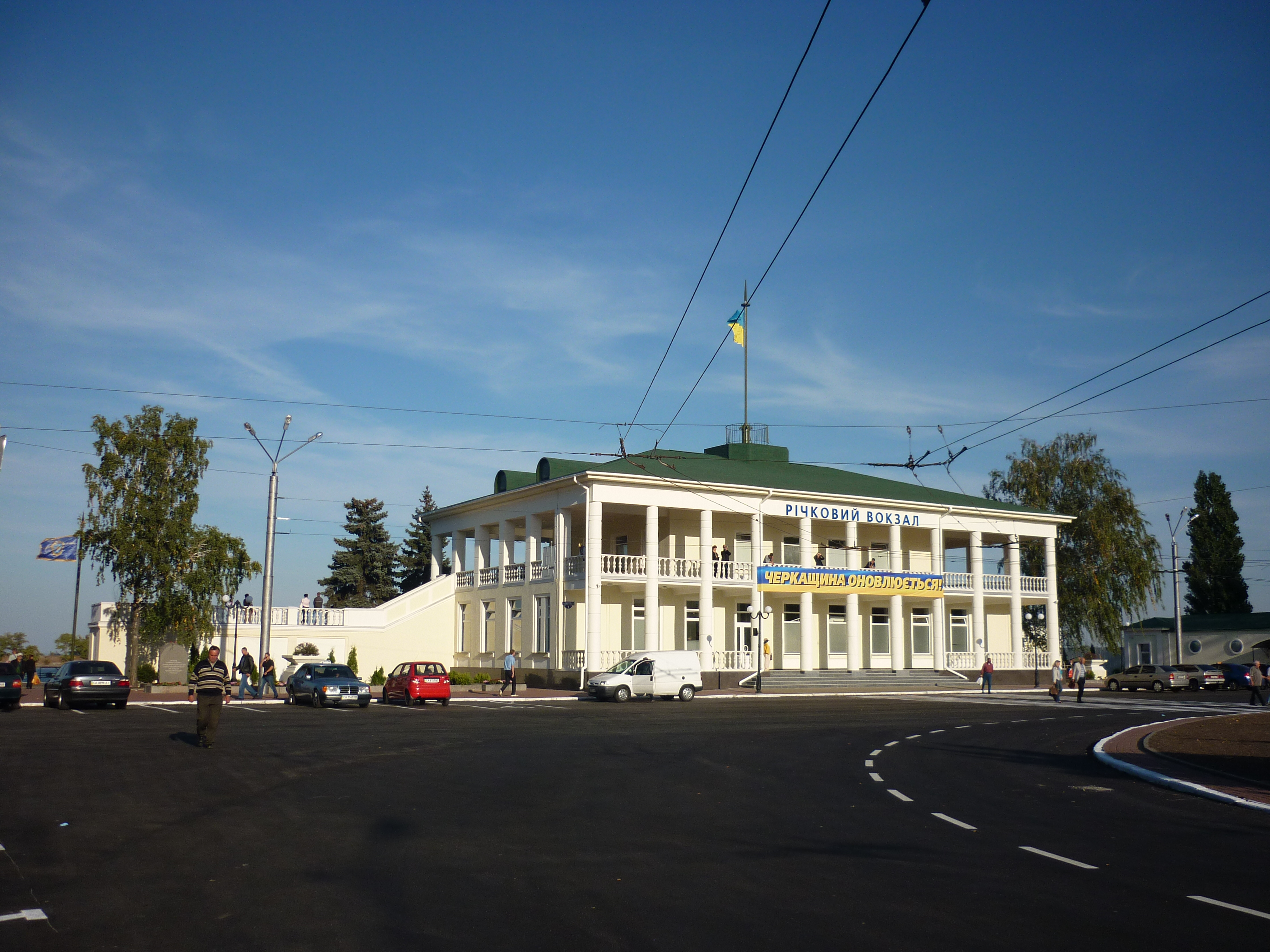
Річковий вокзал

У зв'язку з вигідним розташуванням Черкас на березі Кременчуцького водосховища, місто має річковий вокзал та вантажний річковий порт, через який здійснюється збут продукції місцевих підприємств. 19 вересня 2011 року річковий вокзал був офіційно відкритий після багаторічної реставрації.
На західній околиці міста розташований Міжнародний аеропорт «Черкаси», посадкова смуга якого посідає 3-тє місце в Україні після Борисполя та Київ-Жуляни за спроможністю прийняти різні типи літаків. Тут можуть сідати всі можливі типи літаків, як пасажирських, так і вантажних. Аеропорт наразі не працює і пасажирських перевезень не виконує.
Громадський транспорт міста представлений тролейбусами, парк яких є одним з найрозвиненіших в Україні, та маршрутними таксі (з весни 2009 року, до того — міськими автобусами). Тролейбусний парк має як старі, так і нові моделі тролейбусів. Маршрутні таксі представлені переважно автобусами марки «Богдан», «Еталон» та «ПАЗ». З прилеглими селами здійснюються регулярне приміське автобусне сполучення.

## Медицина
Найстарішим лікувальним закладом міста стала відкрита наприкінці 1805 року повітова лікарня (її спадкоємицею є сучасна міська лікарня № 1). Основними її завданнями були надання медичної допомоги військовим Черкаської «військово-штатної команди» та боротьба з інфекційними захворюваннями й епідеміями місцевого населення. Лікарня в той час займала одну кімнату звичайної сільської хати, у якій було всього 4 ліжка для хворих. Пізніше велике кам'яне приміщення повітової лікарні знаходилась на розі вулиць Гоголя та Остафія Дашкевича (нині тут знаходиться станція швидкої допомоги).

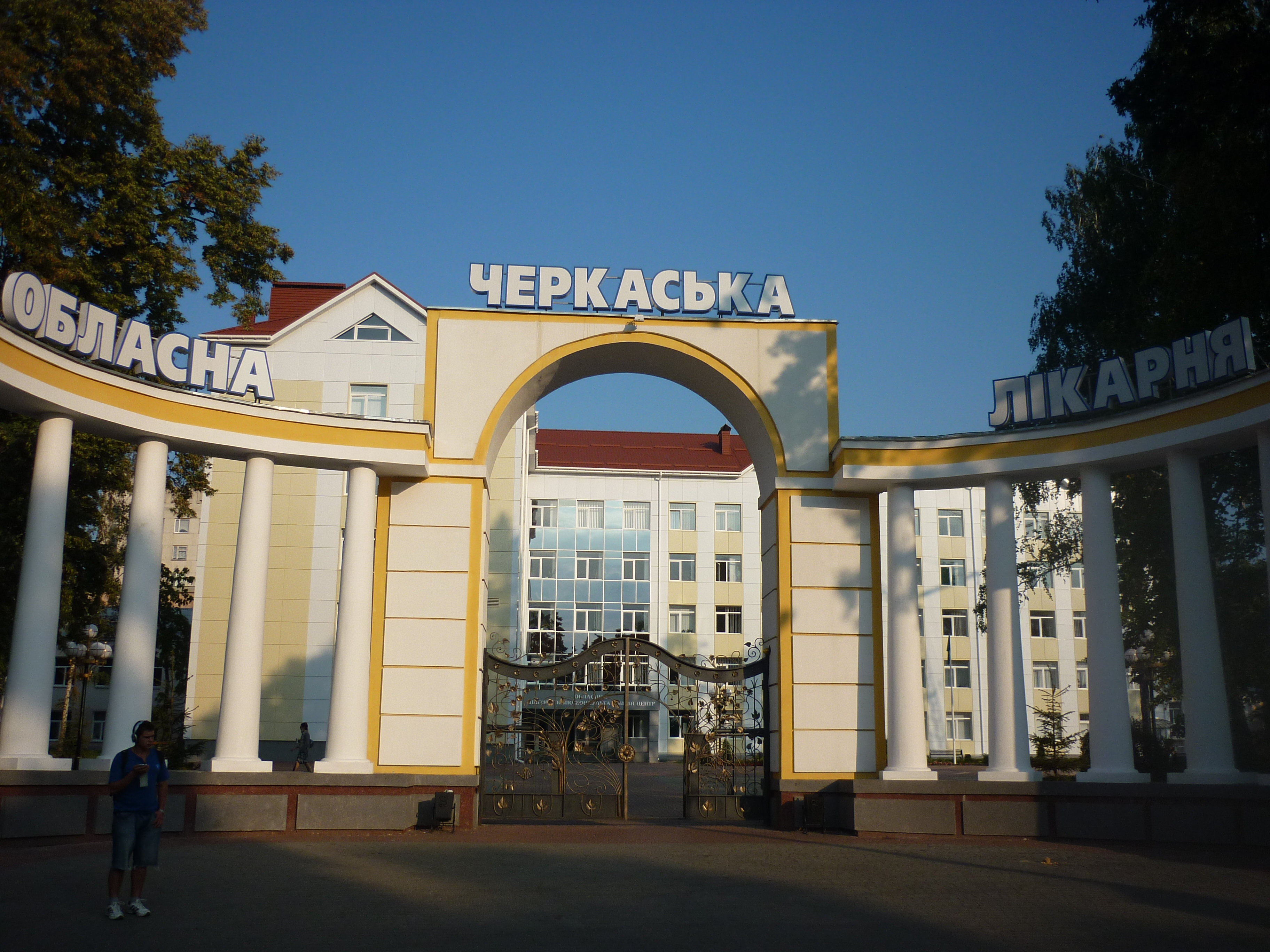
Черкаська обласна лікарня
Міська поліклініка № 2

Система закладів охорони здоров'я у місті включає міські лікарні № 1, № 2 та № 3; пологові будинки № 1 та № 2; інфекційну лікарню, дитячу лікарню, міські поліклініки № 2, № 3 та № 5, 2 дорослі та дитяча стоматполіклініки, Центр матері та дитини. Існує також відділ сімейної медицини та приватні медичні установи (наприклад «Айболит»).
У 1931 році в Черкасах було створено першу станцію швидкої допомоги. Спочатку для викликів використовувалася кінна лінійка, а пізніше обладнали карету, в якій можна було транспортувати лежачих хворих. 1935 року станція швидкої медичної допомоги отримала автокарету, змонтовану на вантажній автомашині. В період з 1975 по 1988 роки станція існувала як відділення при лікарні ШМД та 3-й міській лікарні. Від 1 січня 1987 року станцію було реорганізовано в самостійний заклад.
На території міста знаходяться районні та обласні медичні заклади. Зокрема, в Соснівці знаходиться обласна лікарня, яка займає одне з перших місць в Україні за розвитком медицини. Зараз дитяча обласна лікарня почала приймати перших пацієнтів.

## Освіта

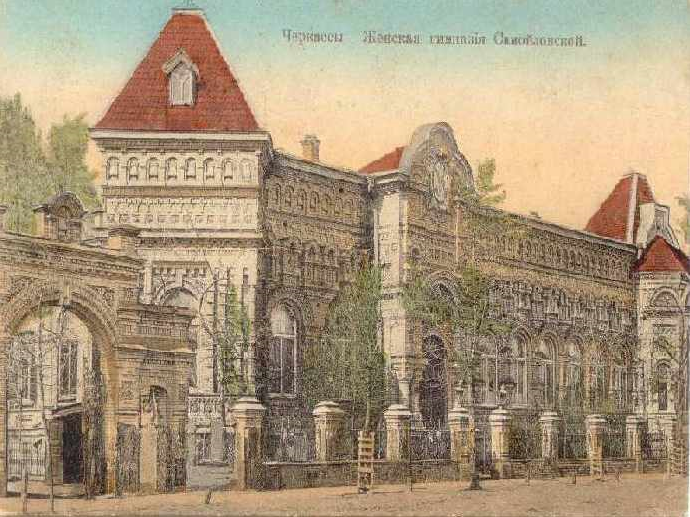
Черкаська жіноча гімназія (1910)

У старих дорадянських Черкасах було декілька закладів освіти, хоча закладів вищої освіти не було. Провідною освітньою установою міста наприкінці XIX — на початку XX століть була Перша міністерська чоловіча гімназія, в добудованому приміщенні якої зараз міститься Черкаське музичне училище ім. С. С. Гулака-Артемовського. І дотепер у деяких зі «старих» шкіл отримують освіту — так у приміщенні, збудованої на місці зруйнованої під час Другої світової війни приватної жіночої гімназії Самойловської, зараз міститься найбільша в Черкасах школа — спеціалізована школа № 17 (Асоційована школа ЮНЕСКО). Ще одна жіноча гімназія знаходилась в старому корпусі (збудованому за проєктом відомого архітектора В. В. Городецького) нинішнього будинку юнацької творчості. У XIX столітті в місті ще було церковноприходське училище — зараз на цьому місці знаходиться Національний банк України в Черкаській області.

### Дошкільна, середня та позашкільна освіта

Черкаська міська гімназія № 9

У сучасних Черкасах функціонують заклади дошкільної, шкільної, як загальної, так і нового типу, та позашкільної освіти, причому як державні, так і приватної форми власності. Окрім того, в місті присутня велика кількість закладів вищої освіти різних рівнів.
Система дошкільних закладів у місті представлена розгалуженою мережею ясел і дитячих садочків — 50 закладів.
Заклади середньої освіти в Черкасах представлені як загальноосвітніми (21 загальноосвітня школа та єдина міська вечірня школа), так і спеціалізованими та закладами нового типу (загалом 14), до яких, зокрема, належать ліцеї (фізико-математичний та гуманітарно-правовий), гімназії (3), спеціалізовані школи (8), колегіум — Перша міська гімназія, Міська гімназія № 9 імені О. М. Луценка, Міська гімназія № 31, Черкаський фізико-математичний ліцей, Черкаський гуманітарно-правовий ліцей, Черкаський колегіум «Берегиня», спеціалізовані школи № 3, № 13, № 17, № 18, № 20, № 27, № 28 та № 33.
До приватних шкільних закладів належать приватні школи «Перлина», № 770 та «Софія».
Позашкільні освітні заклади Черкас представлені Центром дитячої та юнацької творчості, міською станцією юних техніків, Клубом юних моряків з власною флотилією, Центром туризму та спорту (ЦТКСУМ).

### Заклади вищої освіти
Вищу освіту в Черкасах надає розгалужена система ЗВО, причому як державних, так і приватних. До закладів вищої освіти III—IV рівнів акредитації відносяться:
- Черкаський національний університет імені Богдана Хмельницького (ЧНУ) — надає освіту за 47 спеціальностями, зокрема: біологія, економіка, історія та юриспруденція, математика, психологія, інформаційні технології, філологія, фізика, хімія, фізична культура; здійснюється підвищення кваліфікації та перепідготовки кадрів[69];
- Черкаський державний технологічний університет (ЧДТУ) — надає освіту за спеціальностями: «фінанси», «облік і аудит», «економіка підприємств», «менеджмент організацій», «програмне забезпечення автоматизованих систем», «комп'ютерні системи», «радіотехніка», «прилади точної механіки», «технологія машинобудування», «металорізальні верстати та системи», «промислове та цивільне будівництво», «екологія», «хімічна технологія неорганічних речовин», «прикладна лінгвістика», «економічна кібернетика», «електротехнічні системи електроспрживання», «дизайн», «медичні прилади», «управління проєктами»[70];
- Черкаський інститут банківської справи Університету банківської справи Національного банку України (м. Київ);
- Черкаський інститут пожежної безпеки імені Героїв Чорнобиля Національного університету цивільного захисту України — заклад вищої освіти системи ДСНС України, який готує рятувальників та пожежників. Надає освіту за спеціальностями: «цивільний захист», «пожежна безпека», «охорона праці», «психологія», «право».
- Черкаська медична академія

Заклади вищої освіти
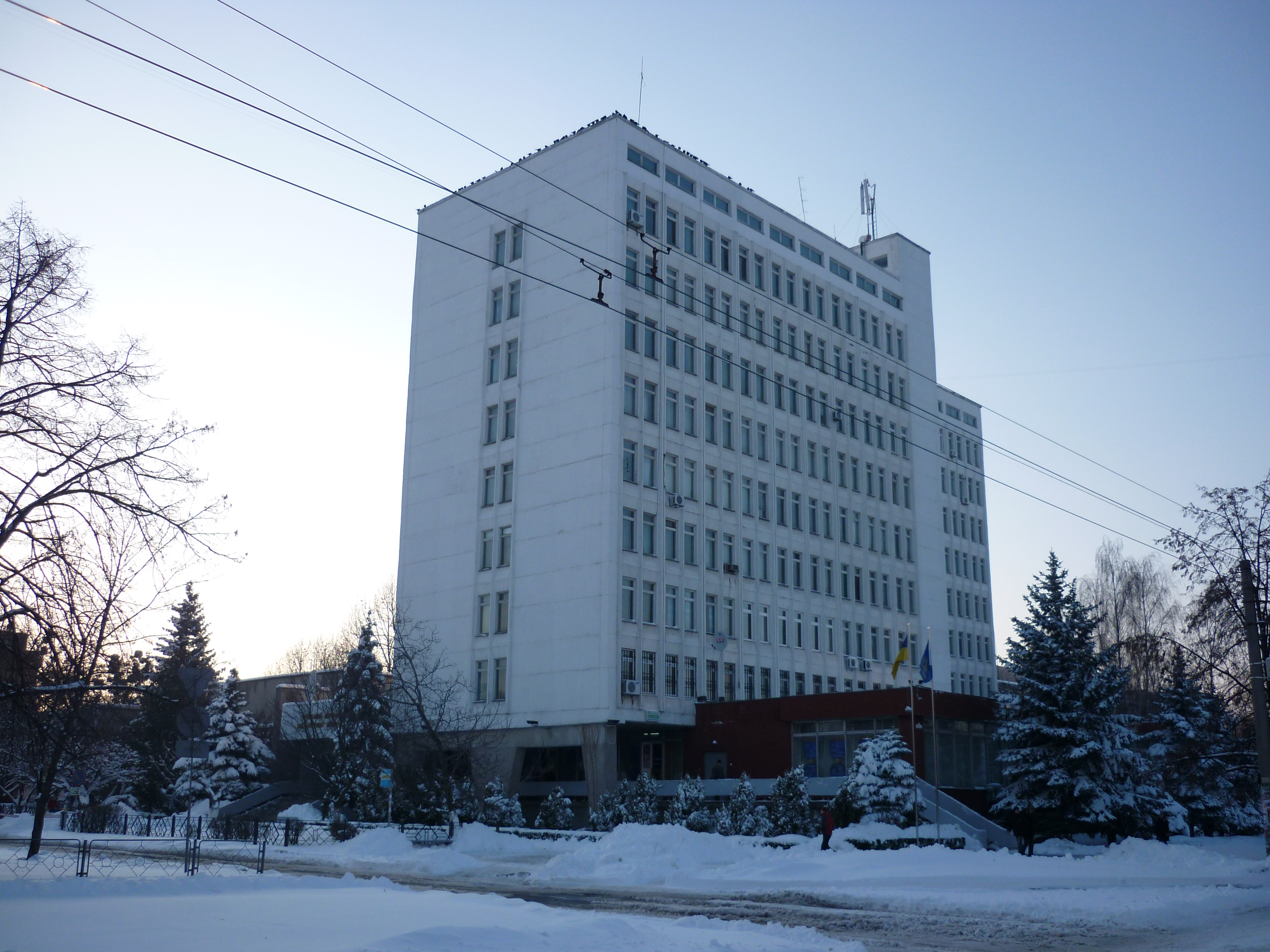
Черкаський державний технологічний університет
Черкаська медична академія
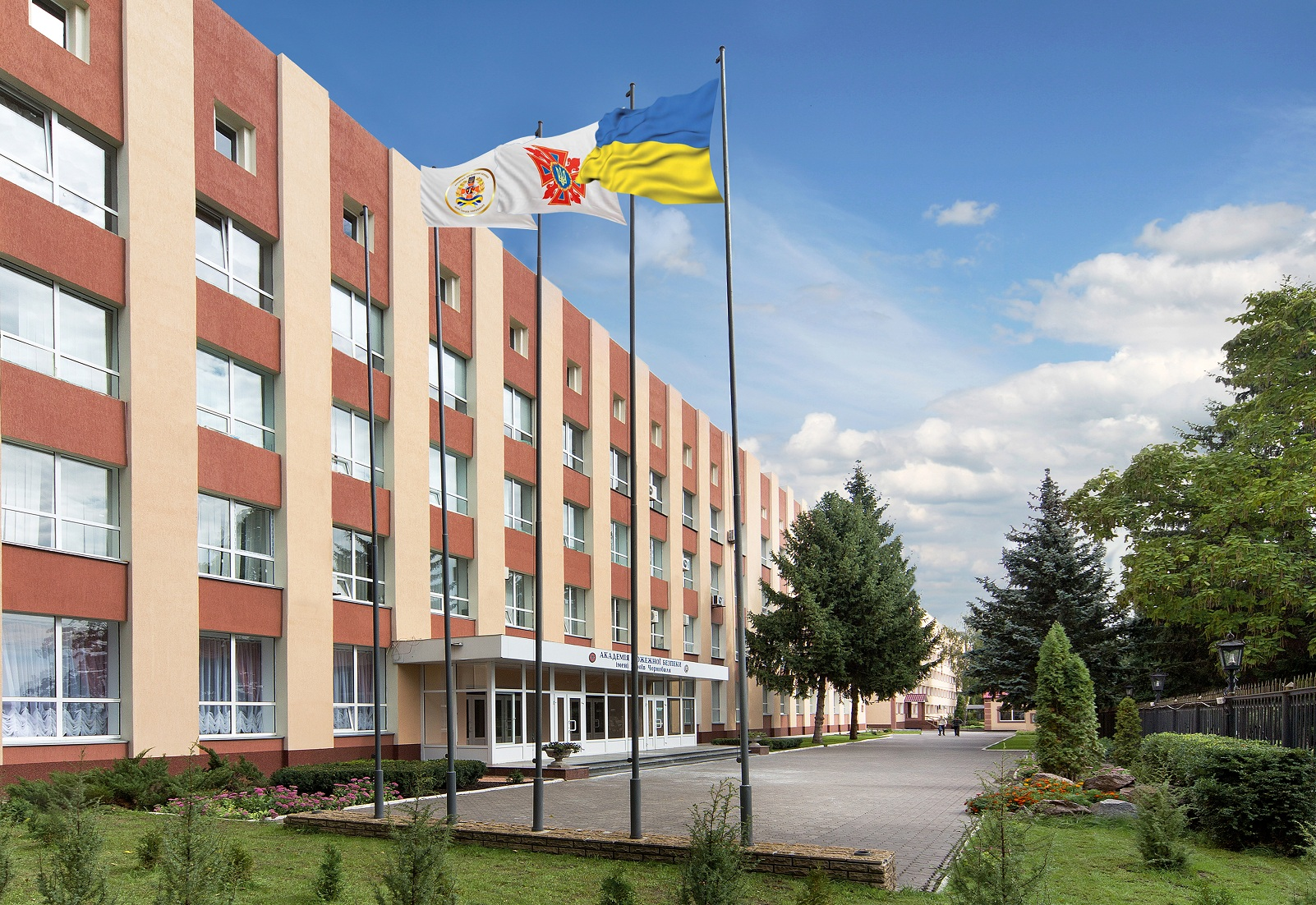
Черкаський інститут пожежної безпеки імені Героїв Чорнобиля

Серед закладів вищої освіти І-ІІ рівнів акредитації:
- Черкаський державний бізнес-коледж;
- Черкаський комерційний технікум;
- Черкаський політехнічний технікум;
- Черкаське музичне училище ім. С. С. Гулака-Артемовського;
- Черкаський кооперативний економіко-правовий коледж.

### Бібліотеки
Перша бібліотека у Черкасах була відкрита 11 липня 1899 року у двоповерховому будинку № 14 по сучасній вулиці О. Дашковича. Спочатку це була маленька бібліотека, про яку столичні газети писали: З 1910 року бібліотека значно поповнює книжковий фонд до декількох тисяч томів, велась передплата більшості столичних газет та журналів. Для цього у бібліотеці був запроваджений платний річний абонемент у розмірі 3 карбованців, місячний — 30 копійок, денний — 2 копійки. Освітяни та учні мали право на безкоштовне відвідування.
Сучасна міська мережа бібліотек у Черкасах включає Центральну міську бібліотеку імені Лесі Українки з відділом обслуговування читачів й бібліотеками-філіалами, Центральну міську бібліотеку для дітей з бібліотеками-філіалами, Обласну універсальну наукову бібліотеку імені Т. Г. Шевченка, Обласну бібліотеку для юнацтва імені В. Симоненка та Обласну наукову медичну бібліотеку з бібліотекою-філіалом.

## Культура і дозвілля

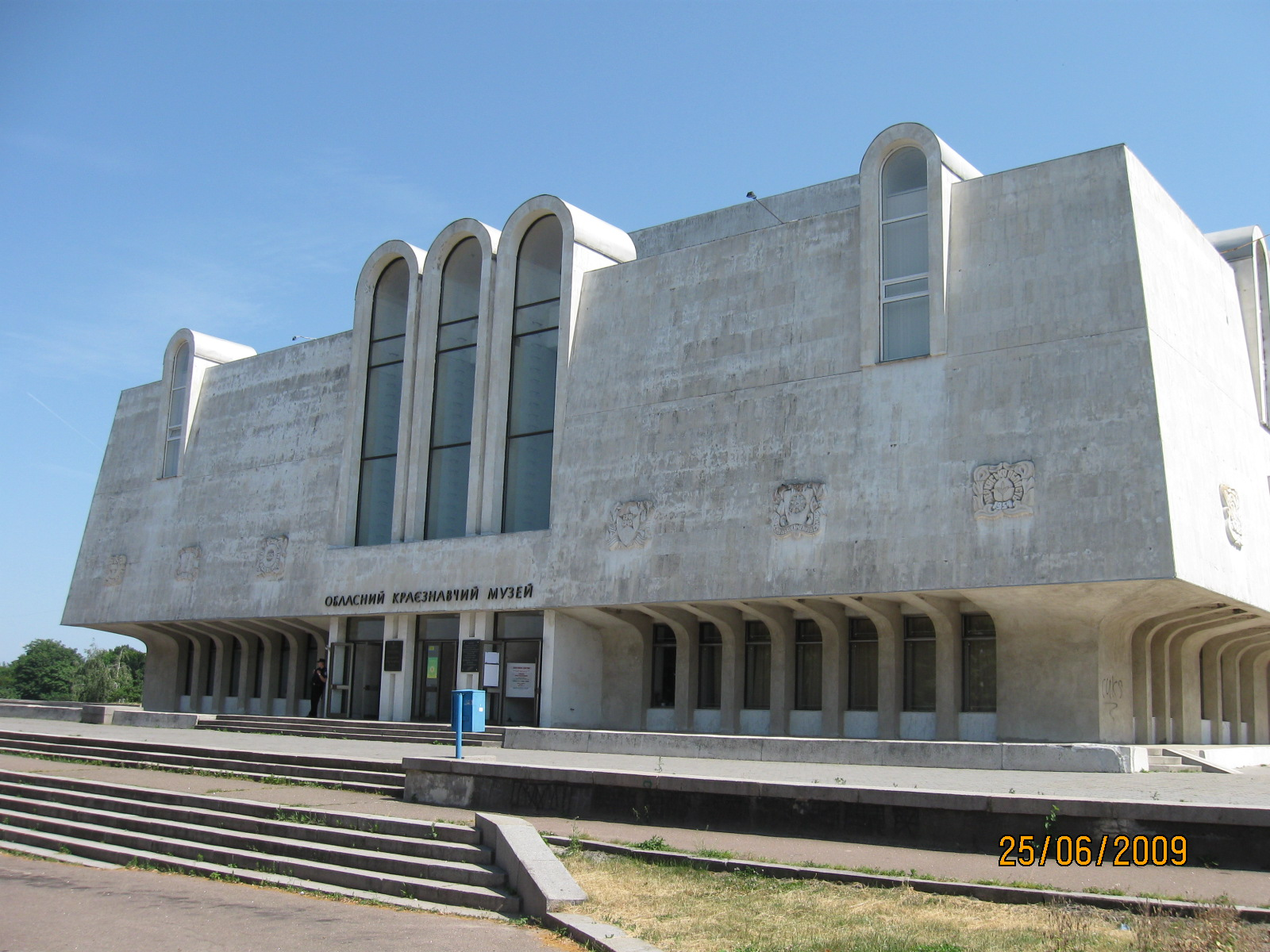
Черкаський обласний краєзнавчий музей

Черкаси — значний культурно-освітній центр, тут працюють декілька театрів, обласна філармонія, 3 кінотеатри, численні музеї та заклади культури клубного типу. Для мешканців міста збудовано 3 льодові криті ковзанки. Черкасці мають змогу відпочивати у багатьох парках і скверах, відвідувати місцевий зоопарк. Черкаси є одним з небагатьох міст України, котре має свій планетарій.

### Музеї
Серед найбільших музеїв міста виділяються:
- Черкаський обласний краєзнавчий музей — головне зібрання матеріалів і предметів з природи та історії, етнографії, культури і сучасності Черкащини, один із найбільших краєзнавчих музеїв держави;
- Музей «Кобзаря» Тараса Шевченка — єдиний у світі музей, присвячений одній книжці;
- Черкаський художній музей — великий музей, в якому регулярно проводяться різноманітні виставки різних рівнів;
- Черкаський літературно-меморіальний музей В. Симоненка;
- Черкаський музей українського рушника — створений на початку 1990-х у Черкаському національному університеті імені Богдана Хмельницького за ініціативою і керований професором вишу Світланою Китовою нині (2011) в експозиції містить понад 500 вишитих рушників кінця XIX — початку XX століть, насамперед з Подніпров'я; ще стільки ж зберігається в запасниках цього унікального музею[72].
- Народний музей Черкаського інституту пожежної безпеки імені Героїв Чорнобиля. Гордістю музею є особисті речі Героїв Радянського Союзу випускників навчального закладу Володимира Правика та Віктора Кібенка. Представлені також особисті речі Героя Радянського Союзу Леоніда Телятникова та ліквідаторів аварії у червні 1986 року з числа учасників Черкаського зведеного загону протипожежної служби цивільного захисту.

### Театри та музика

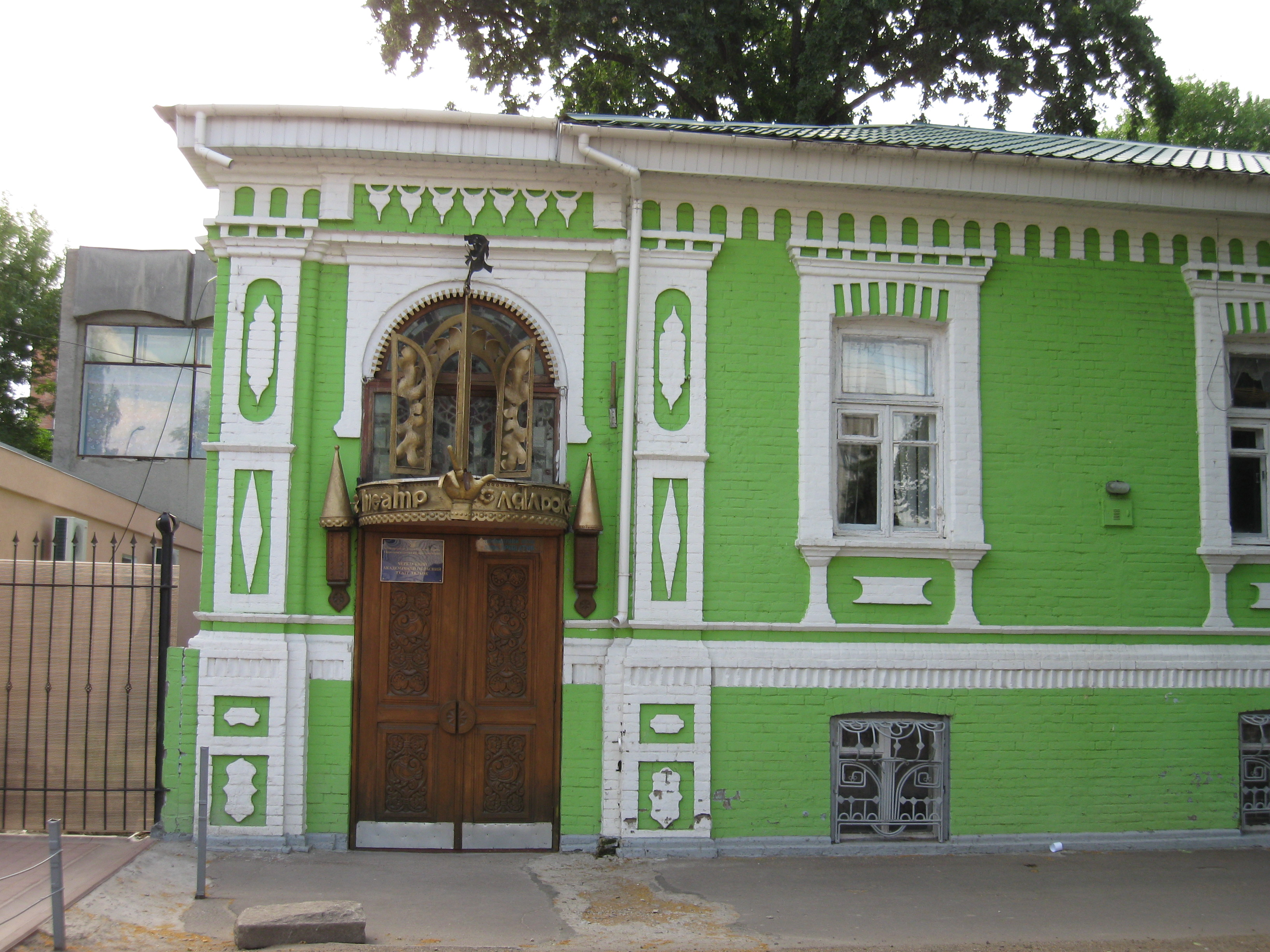
Обласний ляльковий театр

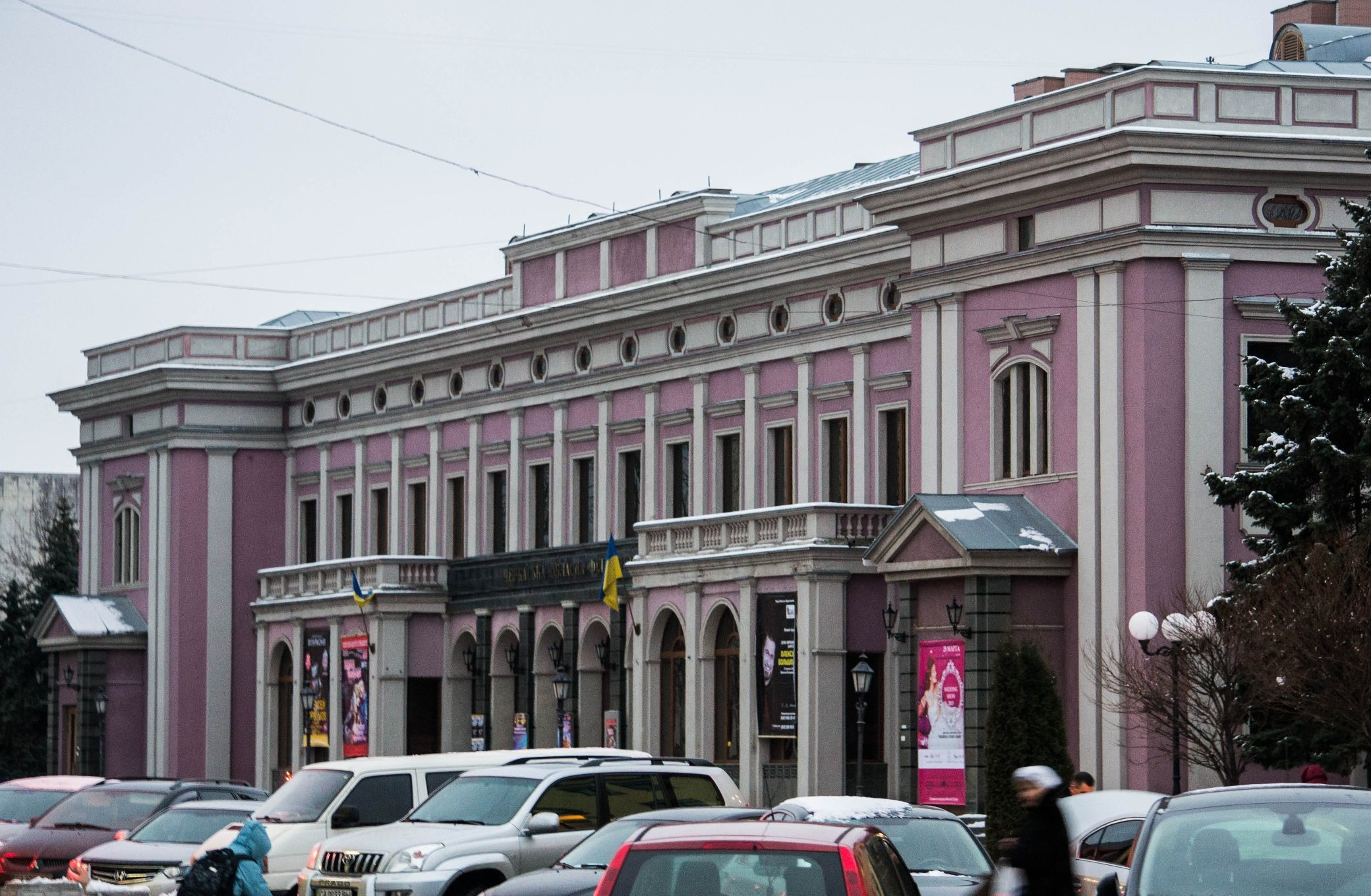
Черкаська обласна філармонія

Театральне життя Черкащини розпочалося 1897 року у Золотоноші відкриттям театру у приміщенні чайної, 1904 року театральний гурток створили в Умані. Черкаси не мали власного театру, а трупи зі своїми виставами виступали на сценах заможних жителів. Так, декілька сезонів поспіль сцену власного будинку для гастролей надавав купець Житомирський (нині на місці його будинку розміщена Черкаська медична академія). Згодом для виступів був обладнаний цирк Фастівського, дерев'яна споруда на місці сучасного універмагу Центрального ринку на вулиці Гоголя. 1900 року тут виступала Марія Заньковецька. 1902 року підприємець Іван Яровий збудував театр на вулиці Дубасівській (нині Хрещатик). Однак він згорів під час Громадянської війни. Вистави відбувалися на сцені Народного дому, який розміщувався навпроти входу до Центрального ринку з вулиці Благовісної. 1909 року у місті працювали драматичні гуртки «Гайдамаки», «Любителі» та колектив В. Нестеровського. 1920 року у місті розпочав роботу колектив драматичного театру імені Івана Франка, першою виставою стала комедія Миколи Гоголя «Ревізор» 1921 року. 1933 року у Черкасах група вихідців з майстерні мистецького об'єднання «Березіль» із Житомирщини створила робітничо-колгоспний театр. Цей театр став початком нині відомого і за межами України Черкаського академічного українського обласного музично-драматичного театру імені Тараса Шевченка. Першою виставою стали п'єси Максима Горького «Вороги» та Олександра Пушкіна «Борис Годунов».
У Черкасах діють такі театри:
- Черкаський академічний обласний український музично-драматичний театр імені Т. Г. Шевченка;
- Черкаський академічний театр ляльок;
- Молодіжний театр «Сучасник»;
- творча майстерня Тамари Гордової.

У місті працює Черкаська обласна філармонія — створена 11 червня 1955 року. У її складі працюють Черкаський державний заслужений український народний хор (створений у 1957 році), Черкаський малий симфонічний оркестр, Ансамбль народної музики «Росава» (створений 1983 року) та тріо «Вербена» (колектив створено 1983 року).
Відомими музичними колективами Черкас є:
- Камерний хор «Канон» — колектив створений 1991 року як ансамбль духовної музики. Від 1994 працює в складі творчого об'єднання художніх колективів Черкаської обласної ради. У репертуарі хору — доробок вітчизняних та зарубіжних композиторів від XVI століття і до наших днів, твори культової музики, авторські твори, хорові обробки інструментальних творів, а також класичні та авангардні обробки українських народних пісень;
- Капела бандуристів — колектив працює в складі об'єднання художніх колективів Черкаської обласної ради. Капела має у своєму складі колективи так званих «малих форм» — чоловічий квартет, тріо бандуристок «Мальви» та «Черкащанки»[73].
- Cherkasy Jazz Quintet (Черкаси Джаз Квінтет) — гурт, створений джазовим музикантом Сергієм Крашенінніковим в 2003 році, який виконує музику у стилі хард-боп.

У місті існують три сучасних кінотеатри — кінопалац «Салют» (насправді давня споруда, що навіть не змінила свого призначення — це був перший міський кінотеатр), кінотеатр «Україна» та новий в ТРЦ «Дніпро Плаза» на Митниці.
Значним культурним осередком у місті та архітектурною прикрасою Черкас є Палац культури «Дружба народів». В міському ПК працюють численні культурно-мистецькі і творчі колективи Черкас. У 2012 році ПК «Дружба народів» було реконструйовано. Відкриття оновленого палацу культури відбулося 8 вересня 2012 року і було приурочено до 50-річчя з дня закладки Черкаського «Азоту». І сам комплекс, і майдан перед ним, є традиційним місцем проведенням різноманітних культурних заходів. Фактично «Дружба народів» є головною сценою (концертним майданчиком) міста й області, на якій виступають всі відомі виконавці України та ближнього зарубіжжя.[джерело?] Окрім того, існує декілька палаців та будинків культури, а саме Палац культури молоді у південно-західному районі міста.
Серед творчих колективів, що працюють у «Дружбі народів», чия діяльність відома не лише в місті, а й у країні:
- зразковий самодіяльний ансамбль танцю «Дружба» — створений у 1976 році. Керівник — заслужений працівник культури України Ольга Золотарьова. У складі колективу 200 дітей. У програмі — танці народів світу, українські народні й сучасні танці, хореографічні композиції, сюжетні танці, хороводи;
- зразковий хор хлопчиків «Дружба» — створений у 1971 році. Керівник — заслужений працівник культури України Петро Мигда. Склад хору — 100 осіб (гастролюючий склад 70 осіб). Репертуар хору: український фольклор, стародавні козацькі пісні, українські народні пісні, пісні часів війни 1812 року та Німецько-радянської війни, пісні народів світу, дитячі пісні. Колектив активно гастролює по Україні й за кордоном, має численні нагороди;
- ансамбль бального танцю «Лілея» — керівники — заслужені працівники культури України Валентин i Віра Фролови. У складі колективу 54 особи. Колектив — багаторазовий учасник, призер і лауреат вітчизняних і міжнародних танцювальних оглядів і конкурсів;
- народний самодіяльний шоу-балет «Каприз» — створений у 1989 році. Керівник — Лілія Тихомирова. Кількість учасників — 75 осіб. У програмі колективу танці різноманітних стилів. Учасник, призер і лауреат різноманітних конкурсів;
- народний самодіяльний театр хореографічних мініатюр «Артанія» — керівник Анатолій Рубан. Основний склад театру — 18 осіб. У репертуарі — українські та народів світу танці, танцювальні твори на основі сучасної хореографії. Учасник різноманітних конкурсів;
- камерний ансамбль «Акварелі» — створений у 1994 році. Керівник — Євген Гречка. Виконує популярну класичну музику (квартети Моцарта, Вівальді й ін.), популярну джазову, легку естрадну музику, популярну народну музику.

### Відпочинок

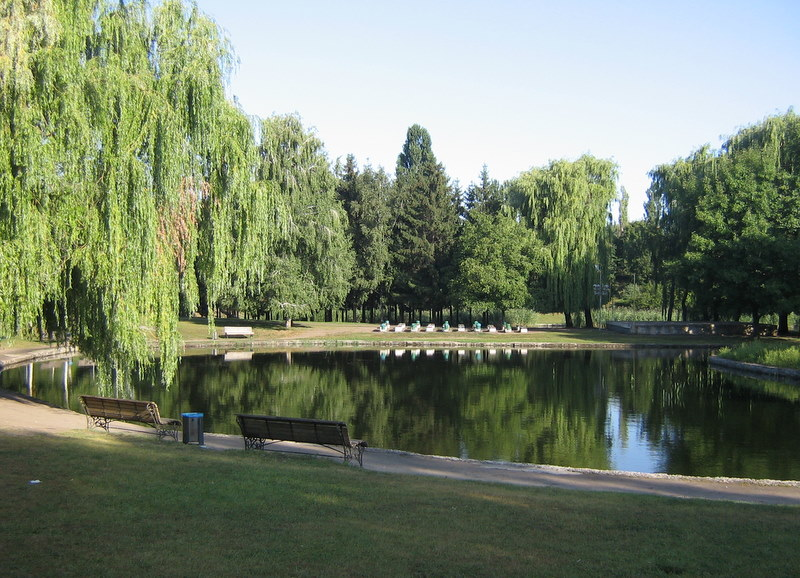
Парк Перемоги

У Черкасах розташовано 25 парків та скверів. Серед основних із них: Черкаський міський парк «Сосновий Бір» (загальнодержавного значення), Парк Перемоги із зоопарком, Соборний парк (колишній Першотравневий), Парк Хіміків, Долина Троянд та інші. Навпроти міськради встановлено дороговказ до чудес світу, України та області.
Традиційним місцем відпочинку черкасців і гостей міста є дніпровські пляжі на Кременчуцькому водосховищі. Берегова смуга водосховища має більше ніж 15 км в межах міста. Ця територія в більшості своїй є неупорядкованими ділянками піщаних пляжів. Інфраструктура міст відпочинку біля води перебуває в стадії розбудови.
На південних околицях Черкас у сосновому лісі над Дніпром розташований кліматичний курорт Соснівка. У сосновому лісі діє санаторій «Україна», а поруч — тризірковий готель «Україна», клуб «Космос-боулінг», спорт-готель «Селена».
У центрі міста діє низка різнорівневих готелів. Серед них: готельний комплекс «Дніпро», «Апельсин», «Optima».

### Фестивалі

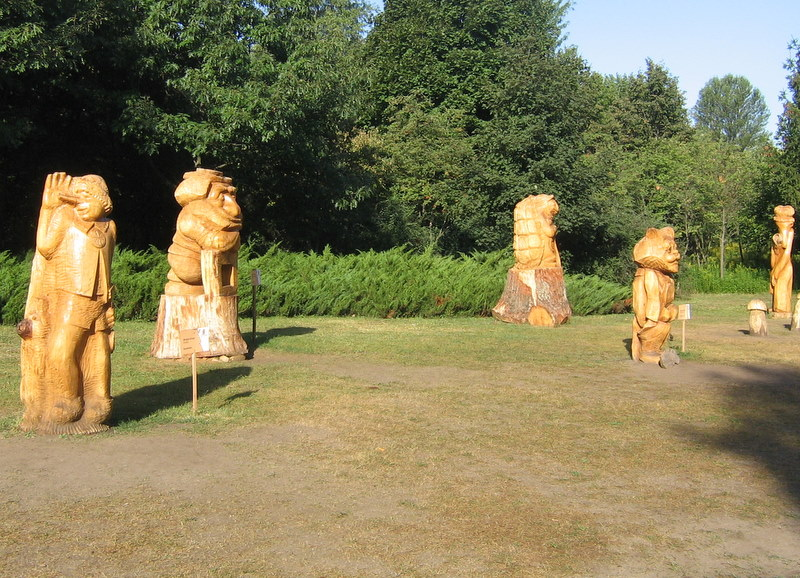
Фігури на «Древляндії»-2009

Упродовж багатьох років місто відоме проведенням численних фестивалів. У Черкасах неодноразово проходили музичні фестивалі — «Через терни до зірок», фестивалі джазової та рок-музики «Черкаські джазові дні». Також вже традиційні фестивалі: «Сила Борщу», «Черкаська Масляна», «Іван та Марічка», «Черкаська Смакота», «Полуниця — насолода смаку», котрі проходять у Долині Троянд та парку 50-річчя. 2016 року було започатковано фестиваль академічної музики «Музичні імпрези України».
Останніми роками в місті започатковані фестиваль крижаних скульптур «Крижталь», «Древляндія» — фестиваль скульптур з дерева, «Живий камінь» — фестиваль скульптур із каменю. Паралельно з останнім у літньому театрі тривають «Черкаські співочі вечори».
З 2003 року в передмісті Черкас проводиться традиційний міжнародний байк-фестиваль «Тарасова Гора», який щорічно збирає в перші дні літа до кількох тисяч мотоциклістів з України, Росії та інших країн Європи. Це найчисельніший з мотофестивалів, які проводилися в Україні за останні роки.
В одному із парків Черкас 10 вересня 2011 року відбулася перша в Україні ніч аніме.

## Засоби масової інформації
Оскільки місто є значним бізнесовим та економічним центром з великою чисельністю населення, то в Черкасах на високому рівні знаходяться засоби масової інформації.

### Друковані
- «Антена»[86]
- «Вечірні Черкаси»[87]
- «Акцент»
- «7 днів Черкаси»
- «Молодь Черкащини»
- "«Нова Молодь Черкащини»
- «Нова Доба»
- «Місто»
- «Черкаський край»,
- «Новини тижня»
- «УЮТ»
- «Губернські Відомості»
- «Черкасский курьер»
- «Aviso-Черкаси»
- «От и До»
- «Шкільна Оригінальна Класна»
- «Альтаїр»

### Місцеві телерадіокомпанії
- «Антена»
- «Вікка»
- Кабельна «Експо-ТВ»
- «Ільдана»
- «Суспільне Черкаси»

### FM-радіостанції
| № з/п | Частота, МГц | Назва                                                             | Потужність, кВт | Адреса вежі                 | Передавач |
| 1     | 88,3         | Радіо Культура                                                    | 0,5             | вул. Пантелеймона Куліша, 2 | ЧФКРРТ    |
| 2     | 90,6         | Країна ФМ                                                         | 0,25            | вул. Сумгаїтська, 8/2       | Труба     |
| 3     | 91,0         | Радіо Релакс                                                      | 1               | вул. Пантелеймона Куліша, 2 | ЧФКРРТ    |
| 4     | 91,4         | Українське радіо / Українське радіо Черкаси                       | 1               | вул. Пантелеймона Куліша, 2 | ЧФКРРТ    |
| 5     | 92,1         | Перець FM                                                         | 0,25            | вул. Сумгаїтська, 8/2       | Труба     |
| 6     | 98,6         | Радіо Промінь                                                     | 1               | вул. Пантелеймона Куліша, 2 | ЧФКРРТ    |
| 7     | 100,2        | Радіо «П'ятниця»                                                  | 0,25            | вул. Сумгаїтська, 8/2       | Труба     |
| 8     | 100,6        | Армія FM                                                          | 0,25            | вул. Сумгаїтська, 8/2       | Труба     |
| 9     | 101,0        | Радіо «Максимум»                                                  | 1               | вул. Пантелеймона Куліша, 2 | ЧФКРРТ    |
| 10    | 101,6        | Авторадіо (в планах припинення мовлення) (конкурс від 03/07/2025) | 1               | вул. Сумгаїтська, 8/2       | Труба     |
| 11    | 102,4        | Radio ROKS                                                        | 1               | вул. Пантелеймона Куліша, 2 | ЧФКРРТ    |
| 12    | 102,9        | Наше радіо                                                        | 1               | вул. Сумгаїтська, 8/2       | Труба     |
| 13    | 103,3        | Radio NV                                                          | 1               | вул. Пантелеймона Куліша, 2 | ЧФКРРТ    |
| 14    | 103,7        | Радіо Байрактар                                                   | 1               | вул. Пантелеймона Куліша, 2 | ЧФКРРТ    |
| 15    | 104.1        | Хіт FM                                                            | 0,5             | вул. Пантелеймона Куліша, 2 | ЧФКРРТ    |
| 16    | 104,5        | Мелодія FM                                                        | 1               | вул. Пантелеймона Куліша, 2 | ЧФКРРТ    |
| 17    | 105,0        | Kiss FM                                                           | 0,5             | вул. Пантелеймона Куліша, 2 | ЧФКРРТ    |
| 18    | 106,1        | Люкс FM                                                           | 1               | вул. Пантелеймона Куліша, 2 | ЧФКРРТ    |
| 19    | 107,1        | DJFM                                                              | 0,5             | вул. Пантелеймона Куліша, 2 | ЧФКРРТ    |
| 20    | 107,5 FM     | Шлягер FM                                                         | 0,1             | вул. Пантелеймона Куліша, 2 | ЧФКРРТ    |

## Спорт

Пам'ятник в Черкасах на честь 100-річчя футболу на Черкащині

Черкаси — спортивне місто, відоме своїми талановитими спортсменами, олімпійськими чемпіонами та призерами престижних спортивних змагань, які представляють Україну на міжнародній арені.
У 1950—1960-х роках в місті успішно розвивався спорт — місцеві спортивні колективи здобували свої перемоги в міжнародних змаганнях. Так футбольна команда «Дніпро» стала чемпіоном України серед аматорів, завоювала право виступати в першості СРСР, жіноча гандбольна освітянська команда «Буревісник» стала бронзовим призером Чемпіонату СРСР. На початку 1970-х років широкого розвитку в місті набув веслувальний спорт. На XVIII Літній Олімпіаді в Токіо (1964) Черкаси представили свого першого олімпійського чемпіона — Андрія Хіміча. У 1980—1990-х роках особливого поширення серед мешканців міста набув волейбол. В результаті було створено чоловічу волейбольну команду «Азот», неодноразового призера волейбольної першості СРСР та переможця кубку з волейболу СРСР, підготовлено 7 майстрів спорту міжнародного класу.
У 1990—2000-х роках жіноча волейбольна команда «Хімволокно-Круг» вигравала Кубок України та займала призові місця у суперлізі Чемпіонату України. Нині з перемінним успіхом виступають професіональні спортивні клуби міста — баскетбольна команда «Черкаські мавпи».
У 2011 році припинила своє існування жіноча волейбольна команда «Круг», а у 2012 році чоловічий клуб «Імпексагро Спорт Черкаси» теж закрили.
У травні 2009 року припинив своє існування єдиний професіональний футбольний клуб міста «Дніпро». На його заміну прийшов ФК «Славутич». У подальшому клубу було повернуто назву «Дніпро», але з приставкою «Черкаський». У сезоні 2015/2016 та у сезоні 2016/2017 клуб виступає у Першій лізі чемпіонату України.
Лідерами організації спорту в місті є спортивні товариства «Україна», «Спартак» та «Динамо», спортивні школи — СДЮСШОР і ДЮСШ «Олімпія». Щорічно факультет фізичного виховання Черкаського національного університету готує до 100 спеціалістів.

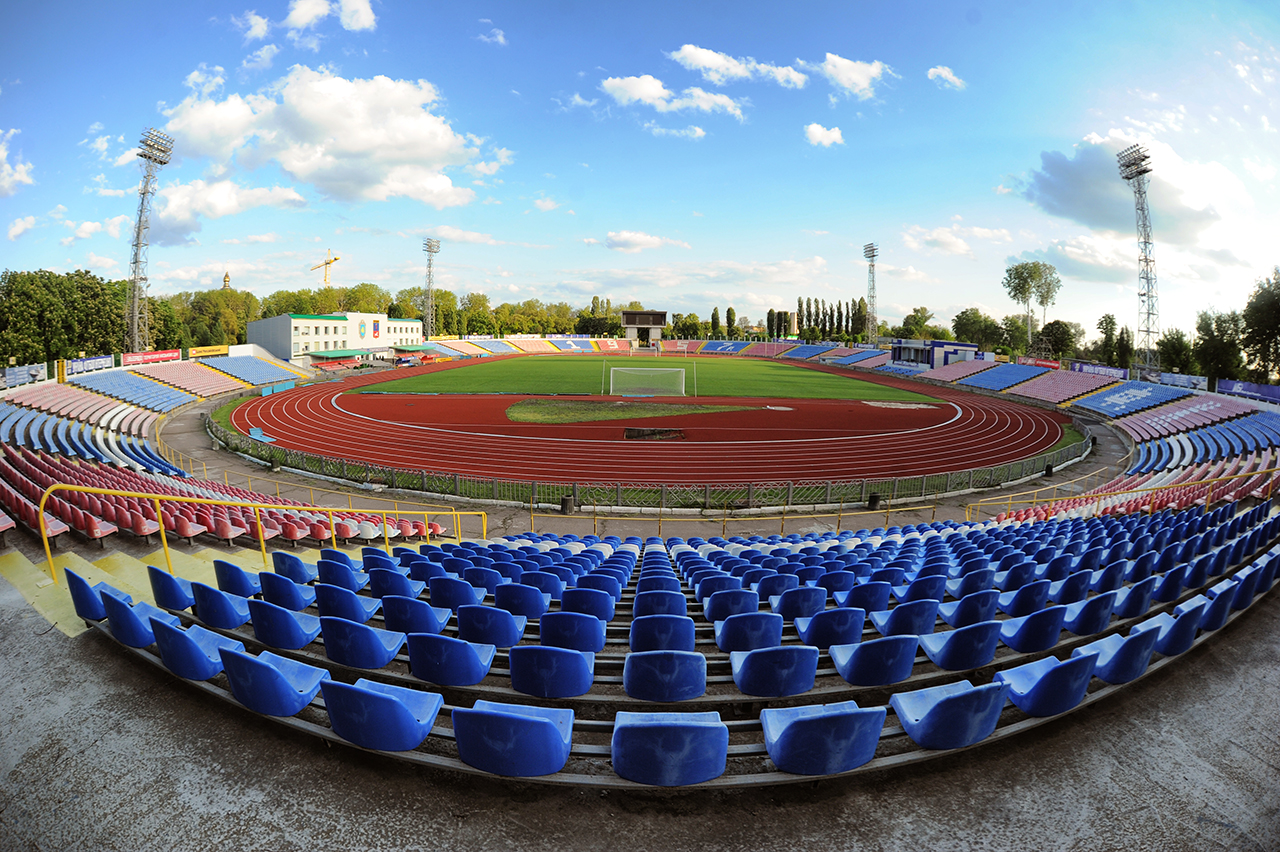
Центральний стадіон

Спортивне життя міста проходить на аренах його спортивних закладів. Це насамперед стадіони «Черкаси Арена» та «Спартак», водно-спортивна станція, фізкультурно-оздоровчий комплекс, палаци спорту «Спартак», «Україна» тощо, спорткомплекс «Будівельник» (з боксерським рингом), басейни «Астра», 2 криті льодові ковзанки. Планується зведення льодового палацу у Південно-Західному мікрорайоні. На березі Дніпра збудовано спортивно-розважальні центри — «Селена», «Бочка», «Спортохота» та ін.
Щороку в Черкасах проводяться понад 200 спортивних заходів, спартакіад, змагань, турнірів, в яких беруть участь до 10 тисяч дітей, молоді та дорослого населення міста й гостей. Серед них:
- Змагання на Кубок України з аквабайку — 2008 року проводились при розважальному комплексі «Бочка». У змаганнях брали участь аквабайкери з Черкас, Одеси, Києва, Дніпра.
- Змагання на Кубок Кременчуцького водосховища — 2008 року проводились при крейсерському яхт-клубу «Парус». У змаганнях брало участь 27 екіпажів із Світловодська, Кременчука, Черкас та Комсомольська.
- Чемпіонат України з пляжного волейболу — 2008 року проводився на волейбольних майданчиках «Рибка»
- Всеукраїнський фестиваль сучасної хореографії «Весняний вітер» — проводиться навесні в місті з 1997 року, з 2003 року під патронатом міського голови на Кубок черкаського мера.
- 2007 рік почала працювати Федерація хокею на траві, Чинним президентом Федерації є Логінов Віталій Володимирович, Кубок м. Черкас. Офіс Федерації знаходиться у м. Черкаси (1982—1986 рр. — в м. Черкаси діяла перша жіноча команда з хокею на траві «Трудові резерви» (на базі СПТУ № 8, тренери В. І. Назаренко, О. М. Саєнко). 1982—1986 рр. — в м. Черкаси діяла перша чоловіча команда з хокею на траві (на базі інституту фізичного виховання Черкаського педінституту, тренер — В. І. Назаренко). На сьогодні команди розвиваються на базі ШВСМ та 'КДЮСШ № 1, Комплексна дитячо-юнацька спортивна школа № 1 Черкаської міської ради.'
- Чемпіонат України з карате за версією FSKA, який проводить Федерація Фунакоши Шотокан України — яка базується саме в Черкасах і п'ятий чемпіонат проводився в місті 2008 року.
- Змагання на Кубок Девіса з тенісу — 2008 року змагання у Другій групі Євро-Африканської Зони проводились на кортах спортивного комплексу «Селена»
- Першість міста із шахів[93].
- Чемпіонат Черкас з тріатлону[94].
- Чемпіонат України зі стрільби із лука у приміщенні серед кадетів[95].
- Чемпіонат Черкаської області з сумо[96].
- Чемпіонат Черкаської області з дзюдо[97].
- Всеукраїнський чемпіонат з фехтування[98].
- Фітнес-турнір Відкритого Кубка Черкащини «Різдвяні канікули»[99].
- Чемпіонат України та традиційні Відкриті обласні змагання пам'яті В. Синєбрюхова[100].

Останніми роками в місті з'являються прибічники нових видів спорту. Так, в 2006 році, в Черкасах була заснована обласна федерація бейсболу та софтболу.
Хоча вона включає в себе тільки дитячі команди, але вони вже встигли заявити про себе в усій Україні, в 2009 році команді було присвоєно II юнацький розряд. За ініціативи президента федерації в червні 2010 року в місті пройде XI Чемпіонат України з бейсболу серед команд Дитячої Ліги. У 2007 році була створена і Черкаська обласна федерація хокею, куратором якої виступає Євгеній Імас.
У Черкасах потужно розвивається дитячий баскетбол. На сьогодні клуб «Черкаські Мавпи» має шість дитячих команд, які виступають в чемпіонатах України. Це такі команди, як: «Черкаські Мавпи-01», «Черкаські Мавпи-00», «Черкаські Мавпи-99», «Черкаські Мавпи-98», «Черкаські Мавпи-97», та «Черкаські Мавпи-96». Уже зараз перед цими колективами ставлять вагомі завдання в чемпіонатах України та Європейській Юнацькій Лізі. Так, «Черкаські Мавпи-96» тричі поспіль ставали чемпіонами України, а в сезоні 2011—2012 зуміли посісти п'яте місце у Суперфіналі Євроліги! В результаті шестеро гравців цієї команди та головний тренер — Максим Міхельсон — утворили кістяк кадетської збірної України, яка взяла участь в «Євробаскеті-2012».

## Релігія

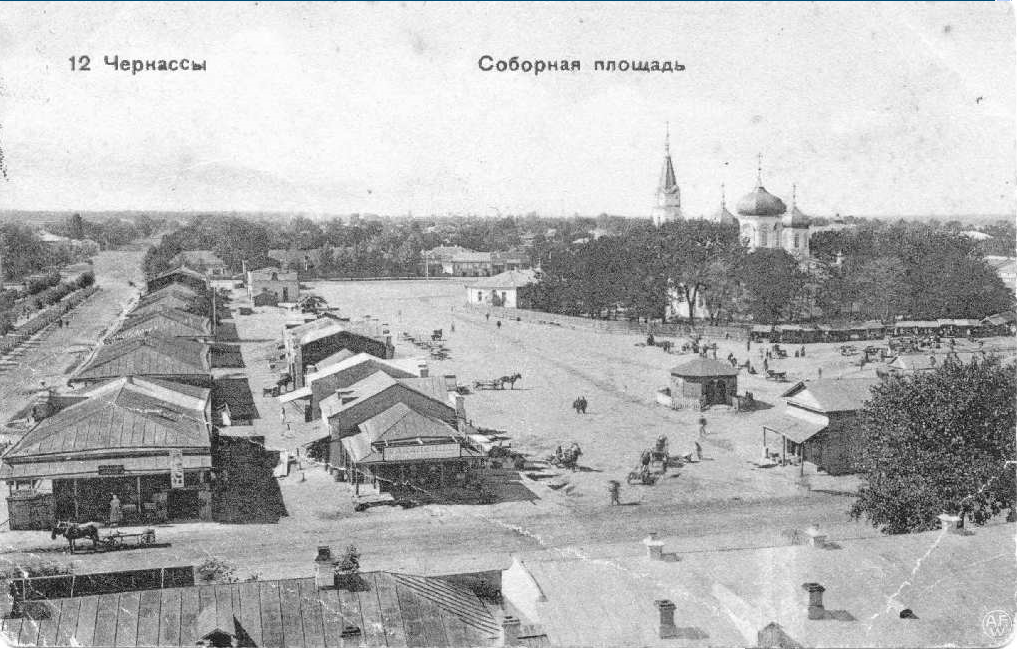
Соборний майдан (1910)

Церква «Дім Євангелія»

До Жовтневого перевороту 1917 року в Черкасах було близько 20 церков. В центрі, де зараз знаходиться Черкаська облдержадміністрація, колись був Свято-Миколаївський собор, а навколо — Соборний майдан. На найвищому пагорбі Черкас, де наразі знаходиться Меморіал Слави, колись стояла Свято-Троїцька церква. На Троїцькому цвинтарі (між вул. Франка і Пушкіна) діяла кладовищенська Петропавлівська церква. Крім того, в Черкасах діяли чоловічий і жіночий монастирі.
У радянські часи релігійне життя в місті зазнало занепаду. Черкаси, за свідченнями, стали єдиним обласним центром в усьому колишньому СРСР, де в результаті знищення духовенства і руйнування церков у 1930-х роках, не залишилося жодного храму. З демократизацією громадського життя, наприкінці 1980-х років, пожвавилось і релігійне життя. Оскільки відновлювати в місті не було що, всі черкаські храми є новобудовами.

### Християнські церкви Черкас:
Православна церква України:

Свято-Михайлівський собор

- Свято-Михайлівський кафедральний собор — найвищий православний храм України (нині триває будівництво найвищої дзвіниці у Європі);
- Свято-Троїцький кафедральний собор;
- Храм Святої великомучениці Варвари;
- Свято-Анатоліївський храм;
- Храм Покрови Пресвятої Богородиці;
- каплиця Святих Кирила та Мефодія;
- каплиця Сергія Радонезького та Всіх Святих Землі Української;
- Храм святого Миколи Чудотворця;
- Храм Різдва Христового;
- Храм Різдва Пресвятої Богородиці;
- Храм Святого апостола Андрія Первозваного;
- Храм на честь ікони Божої Матері «Неопалима купина».

Українська православна церква Московського патріархату:
- Храм Святого апостола Луки;
- Храм на честь ікони Божої Матері «Всецариця»;
- Храм Святого Іоанна Воїна;
- Свято-Преображенський храм[106].

Українська греко-католицька церква
- Парафія святого рівноапостольного князя Володимира;
- Церква Покрови Пресвятої Богородиці (будується)

Римо-католицька церква
- Парафія Благовіщення Пресвятої Діви Марії[107].

Протестантська церква (у Черкасах існує близько 30 церков євангельського/протестантського спрямування) До найбільших належать
- Церква Євангельських християн-баптистів (Перша баптистська церква)— одна з найстаріших протестантських церков міста
- Церква Християн Віри Євангельської
- Церква «Блага Вість»
- Церква християн повного Євангелія «Слово віри»
- Церква Благодаті
- Церква «Дім Євангелія»
- Церква "Нове Життя"
- Церква Адвентистів сьомого дня

Іслам:
- Мусульманська релігійна громада (входить до ДУМУ). 24 вересня 2023 року в Черкасах відбувся урочистий Мавлід у стінах нового молитовного приміщення.

## Архітектурне обличчя міста та пам'ятники

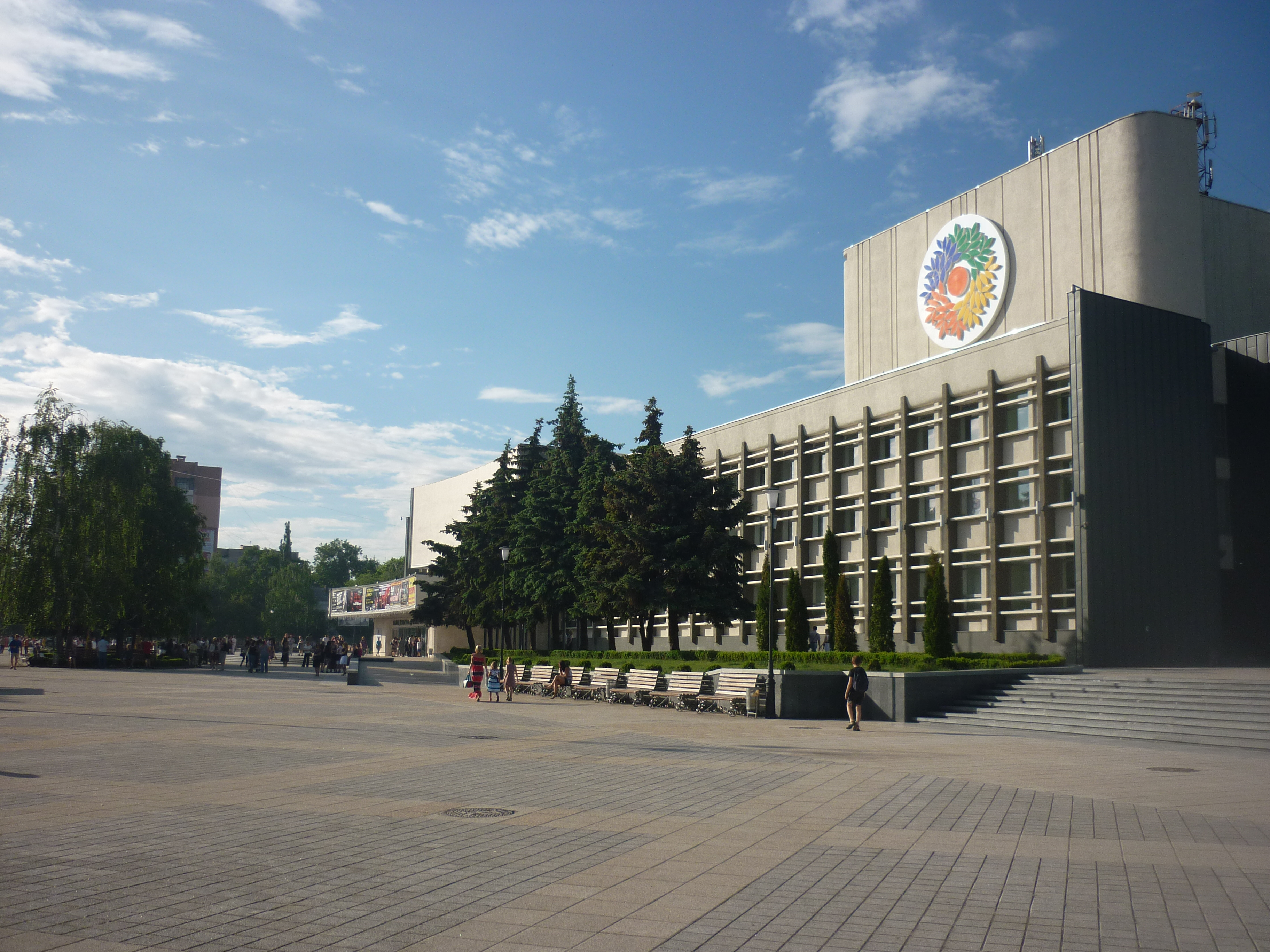
Палац культури «Дружба народів»

ТБЦ «Сіті-Центр»

Сучасні вулиці та споруди Черкас органічно пов'язуються з центральною частиною міста, яку ще на початку XIX століття планував відомий архітектор Вільям Гесте. Велика забудова тривала в місті і на початку радянської доби — за генеральним планом 1932 року.
Черкаси були містом, яке доволі сильно потерпіло внаслідок руйнувань у Другу Світову війну, але ще більше через вандалізм будівничих, які до кінця 1930-х знесли всі культові споруди міста та чимало громадських і приватних будівель (останні руйнували навіть у 1960-ті роки, що могли являти історичну та архітектурну цінність.
У 1950—80 рр. у місті було зведено багато відомих будівель:
- Будинок Рад — 1959, архітектор В. Штокмар;
- Музично-драматичний театр імені Т. Г. Шевченка — 1964, архітектори Б. Кучер та ін.;
- залізничний вокзал — 1965, архітектор Л. Чуприн;
- будинок зв'язку — 1965, архітектор С. Рец;
- готель «Турист» — 1970, архітектори Н. Чмутіна та ін.;
- будинок політосвіти — 1973, архітектор М. Черненко;
- Палац культури «Дружба народів» — 1980, архітектори Л. Кондрацький, М. Собчук та С. Фурсенко[109].

Черкаси є регулярно і модерно забудованим містом завдяки кількаразовим реконструкціям і перебудовам за генеральними планами забудови вже у повоєнний час — 1950 рік і 1962—1965 роки (остання забудова здійснювалась київським ДІПроМістом). Однак, у центрі, зокрема, на вулицях Хрещатик і Б. Вишневецького окремими вкрапленнями зберігаються архітектурні пам'ятки старої забудови. Історичні будови доповнюють сучасні будівлі торговельних та бізнесових центрів. Сучасною візиткою міста став зведений у 2008 році ТБЦ «Сіті-Центр», де знаходиться офіс Київського інтернет-провайдера «Воля-Бродбенд». Зараз закінчується зведення першого черкаського хмарочоса на 20 поверхів в мікрорайоні Митниця.
У 2018 році був запущений геопортал містобудівного кадастру міста Черкаси [Архівовано 27 жовтня 2020 у Wayback Machine.], на ресурсах якого можна ознайомитися з містобудівною документацією, землеустроєм, комунальним майном та іншими просторовими даними.

### Історичні та архітектурні пам'ятки

Пагорб Слави

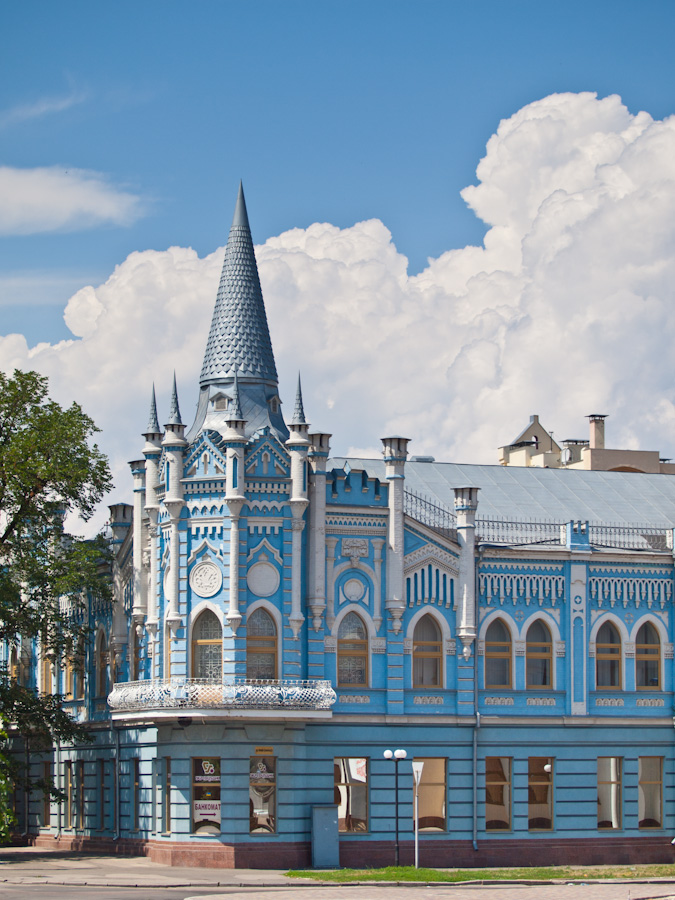
Готель «Слов'янський»

У місті знаходяться зразки громадської забудови кінця XIX — початку XX століть, що переважно представляють еклектизм:
- окремі будівлі вулиці Хрещатик, зокрема, колишній будинок грабаря Щербини (зараз Палац одружень); також будівля колишнього готелю «Слов'янський», споруда сучасної філармонії, будинок колишнього громадського банку (1914, архітектор Владислав Городецький; стиль модерн) — тепер це редакція газети «Черкаський край»[110] тощо;
- низка інших споруд, зокрема будинок Лисенка — будівля колишньої Першої музичної школи, зведений коштом грабаря Лисенка, де у 1914 році знаходився військовий шпиталь, пізніше архів і краєзнавчий музей; зберігся також будинок Лисака, який на початку XX століття належав Лисаку, потім тут містились майстерні трудової школи № 1, у 1930—1934 роках — шляховий технікум, згодом неповна середня школа № 15, зараз це приміщення міського планетарію; збереглись будинки міських чоловічої (В. В. Городецький, 1903) та жіночої гімназій.

У радянські часи було зведено монументальний Пагорб Слави поблизу площі Слави (поруч з колишньою Замковою горою). Це — великий меморіальний комплекс з центральним монументом «Батьківщина-мати».
Сучасною архітектурно-релігійною візиткою міста є Свято-Архангело-Михайлівський кафедральний собор у Соборному парку, збудований у візантійському стилі в 1994–2002 роках за проєктом митрополита Черкаського владики Софронія, що є найвищим храмом в Україні.

### Пам'ятники

Пам'ятник Тарасові Шевченку з краєвидом на драмтеатр

У Черкасах встановлено низку пам'ятників — Борцям за волю України, Т. Г. Шевченку, меморіальний комплекс Пагорб Слави, Богданові Хмельницькому, Івану Підкові, пам'ятні знаки і хрести на честь загиблих воїнів-учасників війни в Афганістані, Жертвам Голодоморів та політичних репресій на Черкащині тощо.
В місті чимало монументальних скульптур та пам'ятників, що возвеличували б діячів радянської доби, крім того, місто певний час було чи не єдиним з великих українських міст, де не було жодного пам'ятника Леніну — великий монумент вождя пролетаріату на центральному однойменному майдані перед будівлею облради було знесено ще 28 листопада 2008 року.
Загалом у місті чимало меморіалів та пам'ятних знаків на честь видатних осіб, історичних подій, збиральних і навіть вигаданих образів. Найвідомішими пам'ятниками міста є пам'ятник Тарасові Шевченку (1964) та пам'ятник Богдану Хмельницькому (1995), а найоригінальнішими — варенику (2006) і жіноцтву (2009) перед готелем «Росава», та фігури Проні Прокопівни та Голохвастова перед міським «Будинком мод».
Загалом у Черкасах встановлено 52 пам'ятники, бюсти, погруддя, обеліски тощо. Три пам'ятники присвячені події і поняттям, ще три — тваринам і предметам, а решта 45 — людям, на честь військових з'єднань, політичним та громадським діячам України, поетам, персонажам творів тощо. 20 пам'ятників присвячені військовій тематиці: звільненню міста, на честь героїв-визволителів, військових з'єднань. Існують навіть пам'ятні знаки на честь моряків Дніпровського загону Пінської флотилії, які захищали Черкаси в 1941 році (розташований на території річкового порту), та на честь відбудови мосту через річку Дніпро військовими частинами в роки Другої світової війни (в'їзд на Черкаську дамбу з боку міста).

## Відомі особи

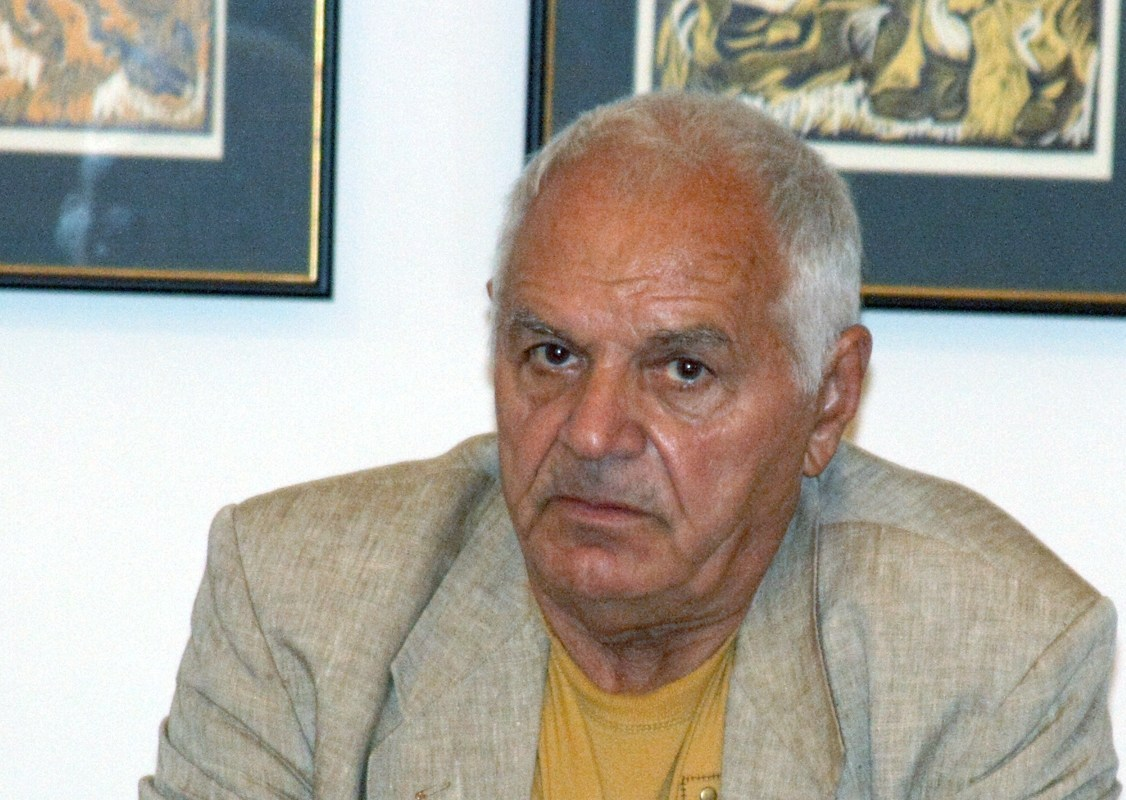
Юрій Іллєнко

З історією Черкас тісно пов'язані імена цілої низки визначних представників науки, культури і мистецтва України, історичних постатей, які в різний час народилися і жили тут, або чия діяльність безпосередньо пов'язана з містом.
Черкаси не раз відвідував Т. Г. Шевченко у 1845–1846 рр. — він зупинявся в будинку Цибульських. Дерев'яну будівлю було перебудовано на початку XX століття, споруда існує і донині. До 175-річчя від дня народження Шевченка тут відкрито Музей однієї книги — «Кобзаря», а на будинку встановлено меморіальну дошку. З містом тісно пов'язана біографія першого козацького ватажка Дмитра Байди-Вишневецького, керівника козацького повстання 1593 року Криштофа Косинського, організатора Коліївщини Максима Залізняка. У Черкасах працював відомий український поет і письменник Василь Симоненко, тут він помер і похований, а в місті діє присвячений його життю і творчості літературно-меморіальний музей.
Серед інших персоналій, чиї життя або творча кар'єра пов'язані з Черкасами: видатний український драматург Іван Карпенко-Карий, який відвідував Черкаси та працював тут, на сцені місцевого театру виступала славетна Марія Заньковецька, у місті бував єврейський письменник Шолом Алейхем. Тут народилися художник-графік В. Замирайло, письменник Лесь Гомін, видатна співачка Лілія Лобанова, один із перших наших стратонавтів Я. Український, фізіолог М. Вітте, учений у галузі будівництва О. Неровецький. У Черкасах деякий час перебував П. Тичина, виступали визначні актори А. Бучма та Г. Юра. Шраменко Микола — український військовий, громадсько-політичний діяч, полковник Армії УНР. У Черкасах також жив і працював український інженер-автошляховик, громадський діяч, публіцист Степан Кожум'яка.
На Черкащині в часи Другої світової війни точились запеклі бої. Сьогодні чимало вулиць міста носять назви учасників Другої світової війни — так, у центрі є вулиця, названа на честь героя Радянського союзу Лазарєва, — саме його танкова дивізія першою увійшла в місто, на цій вулиці знаходяться дві меморіальні дошки на честь Лазарєва.
Також чимало черкасців загинуло в боротьбі за національне визволення в лавах Армії УНР та Збройних Сил України, їхніми іменами названо чимало вулиць. Зокрема, вулиця Олексія Панченка носить ім'я солдата ЗСУ Олексія Панченка, який загинув під час війни проти російських окупантів на Донбасі, а народився, жив та похований у Черкасах. Вулиця Братів Чучупаків носить ім'я відомих повстанських отаманів, уродженців Черкащини, що до останнього боронили молоду Українську Народну Республіку від російсько-більшовицьких загарбників.
У Черкасах народилися Герої СРСР Атамановський Петро Юхимович, Воіншин Юхим Андрійович, Кириченко Іван Федорович, Кульбашний Сидір Захарович, Куперштейн Ізраїль Григорович, Рувинський Веніамін Абрамович, Якубовський Ізраїль Семенович та Галкін Олексій Вікторович — Герой Російської Федерації.
Серед українських спортсменів міжнародного класу є також вихідці з Черкас. Це Н. Сіробаба та О. Кваша — учасниці Олімпійських ігор, чемпіонки Європи, Валерій Перешкура — срібний призер XXVII Олімпійських ігор, Феденко Олександр Олександрович — срібний призер XXVII Олімпійських ігор, Сідней, 2000), О. Скачков — срібний призер Параолімпійських ігор), Віталій Снесар — золотий призер чемпіонату ЦР ФСТ «Динамо» з офіцерського триборства (2008) та кульової стрільби (2008), Наталія Калашник — золотий призер у ПМ-III (стрільба з бойової зброї) на чемпіонаті «Динамо» (2008) та бронзовий призер на чемпіонаті України (2008), Максим Коміренко — срібний призер на чемпіонаті «Динамо» (2008) у вправі АКА-III (стрільба з бойової зброї) та бронзовий призер на чемпіонаті з офіцерського триборства та кульової стрільби (2008), Ігор Приходько — золотий переможець Всеукраїнського турніру з боксу пам'яті майстра спорту СРСР з боксу Михайла Шкоди (2008), Олег Степаненко — бронзовий переможець Всеукраїнського турніру з боксу пам'яті майстра спорту СРСР з боксу Михайла Шкоди (2008), Стаднюк Олександра Олександрівна — стрибки в довжину та потрійний стрибок, Манько Артем Ігорович — срібний призер XVI літніх Паралімпійських ігор 2020 у Токіо (2021).

## Міжнародне співробітництво
Для розвитку економічної та культурної співпраці між громадою Черкас та містами інших держав, місто активізує вже напрацьовані зв'язки, розширює та розвиває міжнародне співробітництво.
Черкаси мають такі міста-побратими:
| Санта-Роза | США             | Партнерські стосунки розпочато 1989 року, відтоді вони здійснюються в різноманітних напрямках. Безстрокову угоду про споріднення міст підписали мери міст 6 березня 1991 року. |
| Цзілінь    | КНР             | 16 листопада 1995 року підписана угода про поріднення міст Черкаси і Гірин, Китайська Народна Республіка. 24-25 червня 2011 року у Черкасах перебувала торгово-економічна делегація міста Гірин В рамках візиту, між містами Черкаси та Гірин було підписано Угоду про поновлення співробітництва та дружніх відносин, досягнуто домовленості щодо подальшого розвитку співробітництва в торгово-економічній, науково-технічній та культурній галузях, обміну делегаціями. |
| Бидгощ     | Польща          | Угоду про співробітництво між містами підписано 17 вересня 2000 року. Співпраця реалізується переважно в гуманітарній сфері — обмін творчими колективами, групами художників тощо, а також в економічній сфері — на рівні підприємців обох міст. |
| Сумгаїт    | Азербайджан     | Безстрокову угоду про відновлення дружніх братерських зв'язків між містами було підписано 3 вересня 2003 року. Сторони розвивають співробітництво в галузях виробництва, розвитку малого і середнього бізнесу, зовнішньоекономічних зв'язків, культури та спорту. |
| Веньчжоу   | КНР             | На підставі спільного китайсько-українського комюніке 12 вересня 2003 року у Черкасах підписана угода про споріднення району Веньчжоу, Китайська Народна Республіка і міста Черкаси. |
| Руставі    | Грузія          | Підписано 28 березня 2012 року. |
| Кушадаси   | Туреччина       | Угоду про встановлення побратимських відносин між двома містами підписано 19 березня 2019 року. |
| Мадаба     | Йорданія        | 16 вересня 2011 року, під час офіційного візиту до Черкас делегації йорданського міста Мадаба підписано угоду про співпрацю між Черкасами та Мадабою. |
| Фергана    | Узбекистан      | Угоду про співробітництво між містами підписано 16 вересня 2019 року. |
| Вагаршапат | Вірменія        | Угоду про встановлення побратимських відносин та співпраці між обома містами було підписано 8 жовтня 2021 року. |
| Валміера   | Латвія          | Угоду про встановлення співробітництва між містами підписали 22 липня 2022 року, за участю Надзвичайного і Повноважного Посла України в Латвії. Угода передбачає прагнення обох міст зміцнити існуючі дружні відносини між Валміерою та Черкасами з метою розвитку та зміцнення довгострокових економічних, науково-технічних, культурних зв'язків, встановлення порозуміння між мешканцями двох міст.                                                                     |
| Штайнфурт  | Німеччина       | 9 травня 2024 року підписано угоду про встановлення солідарного партнерства та співпраці із районом Штайнфурт (Німеччина). |
| Білефельд  | Німеччина       | Угоду про солідарне партнерство було підписано 13 травня 2023 року. |
| Малмсбері  | Велика Британія | [ 123 ] |

Черкаси підтримують співпрацю з представниками торгово-економічних місій, дипломатичними представниками Посольств зарубіжних країн в Україні, зокрема на постійній основі з Посольствами Франції, Німеччини, Польщі, Китайської Народної Республіки, Латвії, Болгарії, Молдови, Чехії, Азербайджану та США.

## Галерея

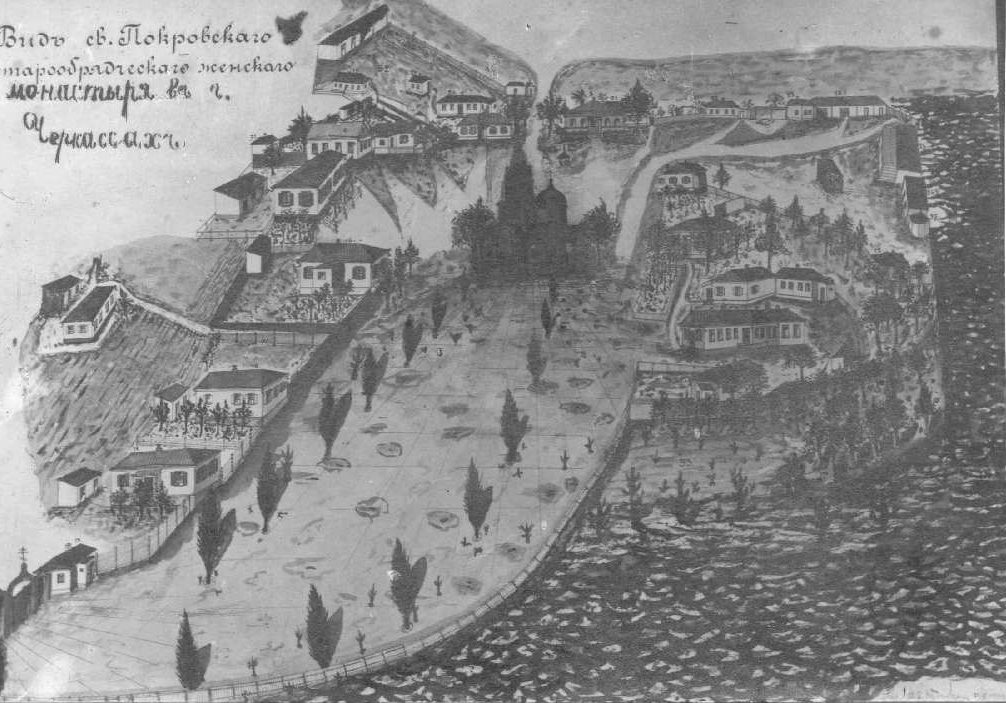
Святопокровський жіночий монастир (XIX століття)
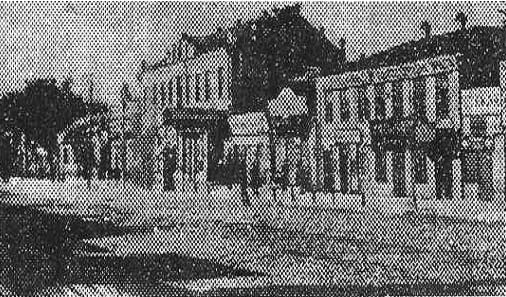
Вулиця Хрещатик (наприкінці XIX століття)
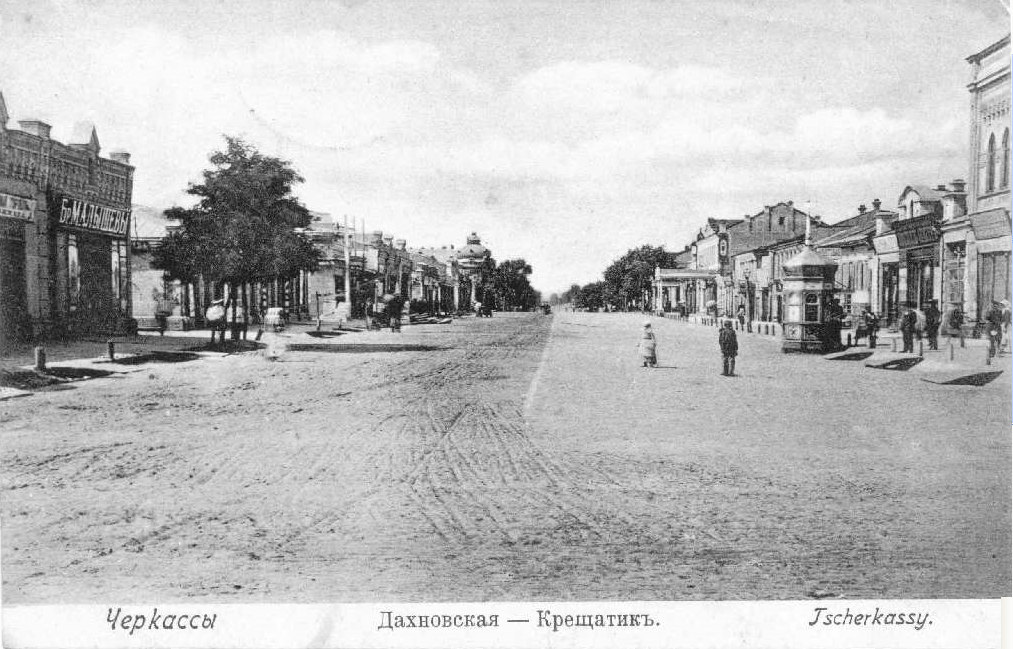
Вулиця Хрещатик (1910)
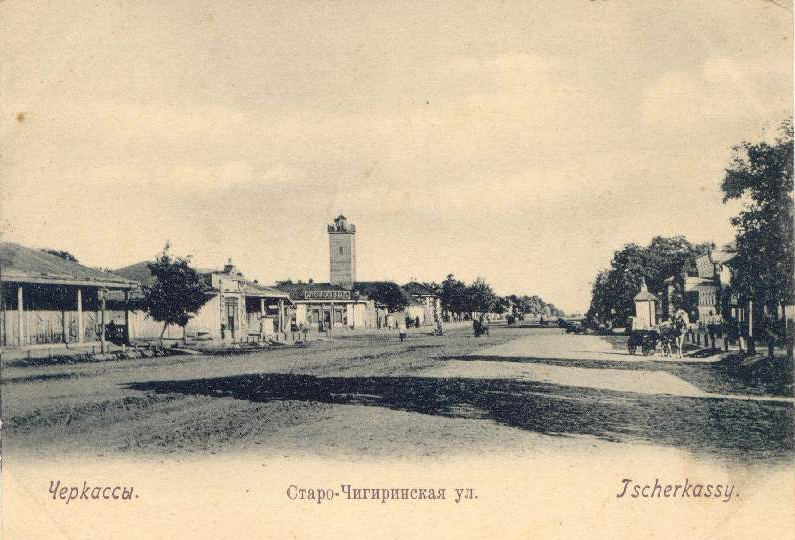
Старо-Чигиринська вулиця (1910)
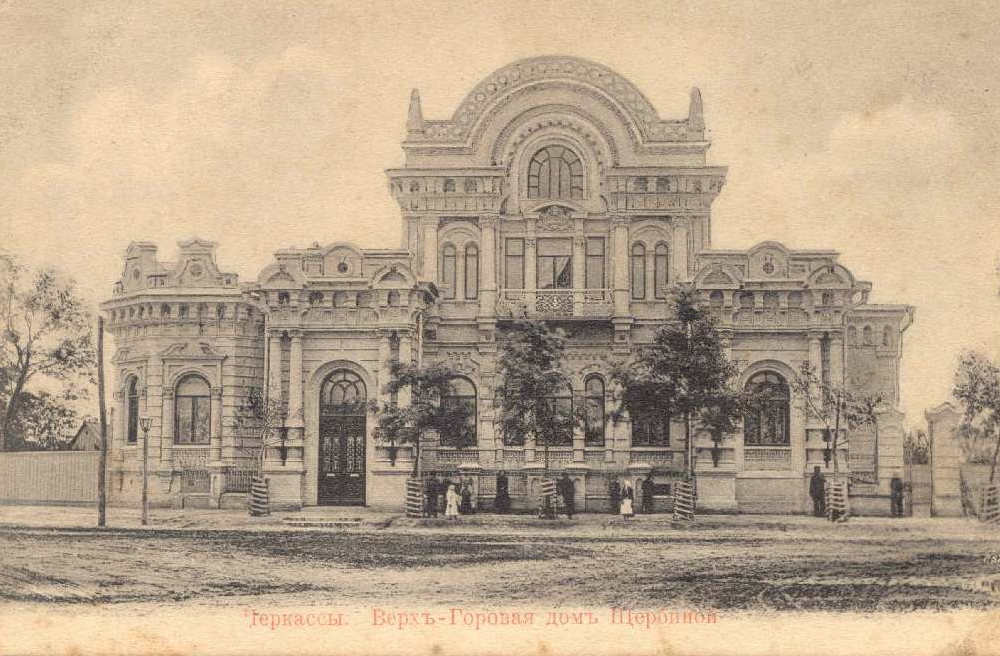
Будинок Щербини (1910)
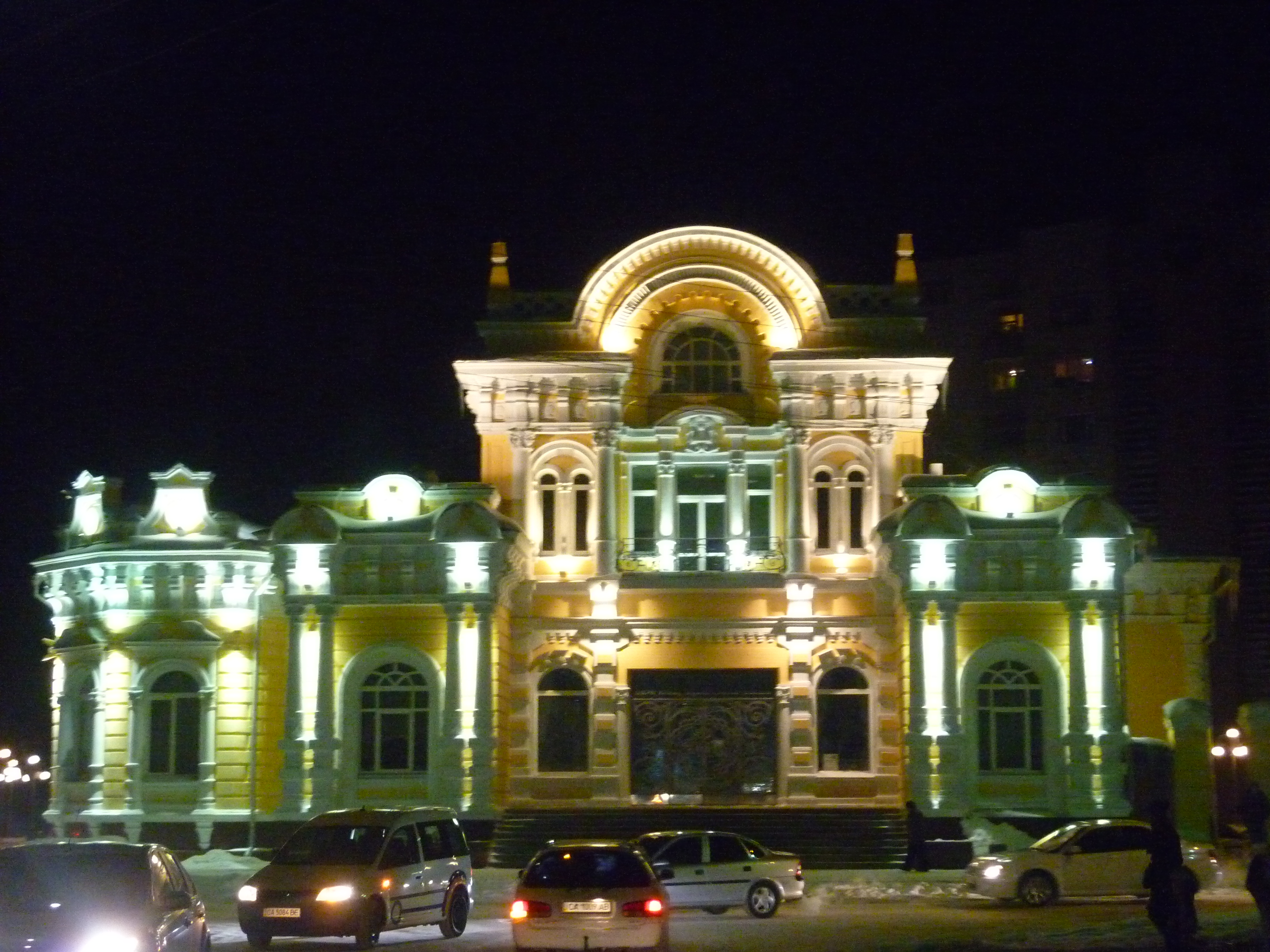
Сучасний Будинок Щербини — Палац одружень
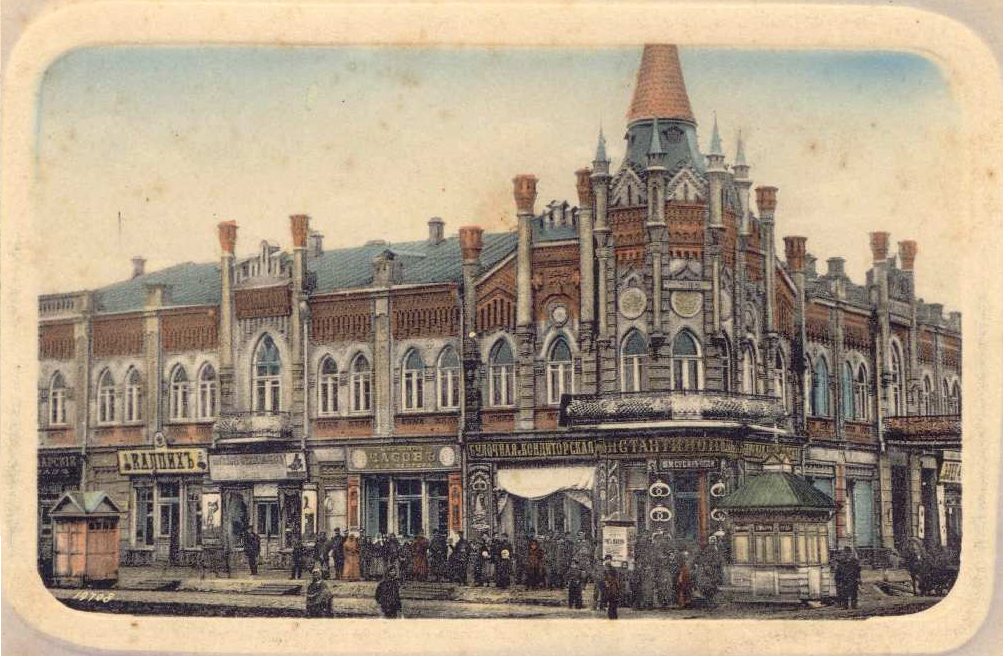
Готель «Слов'янський» (стара листівка)
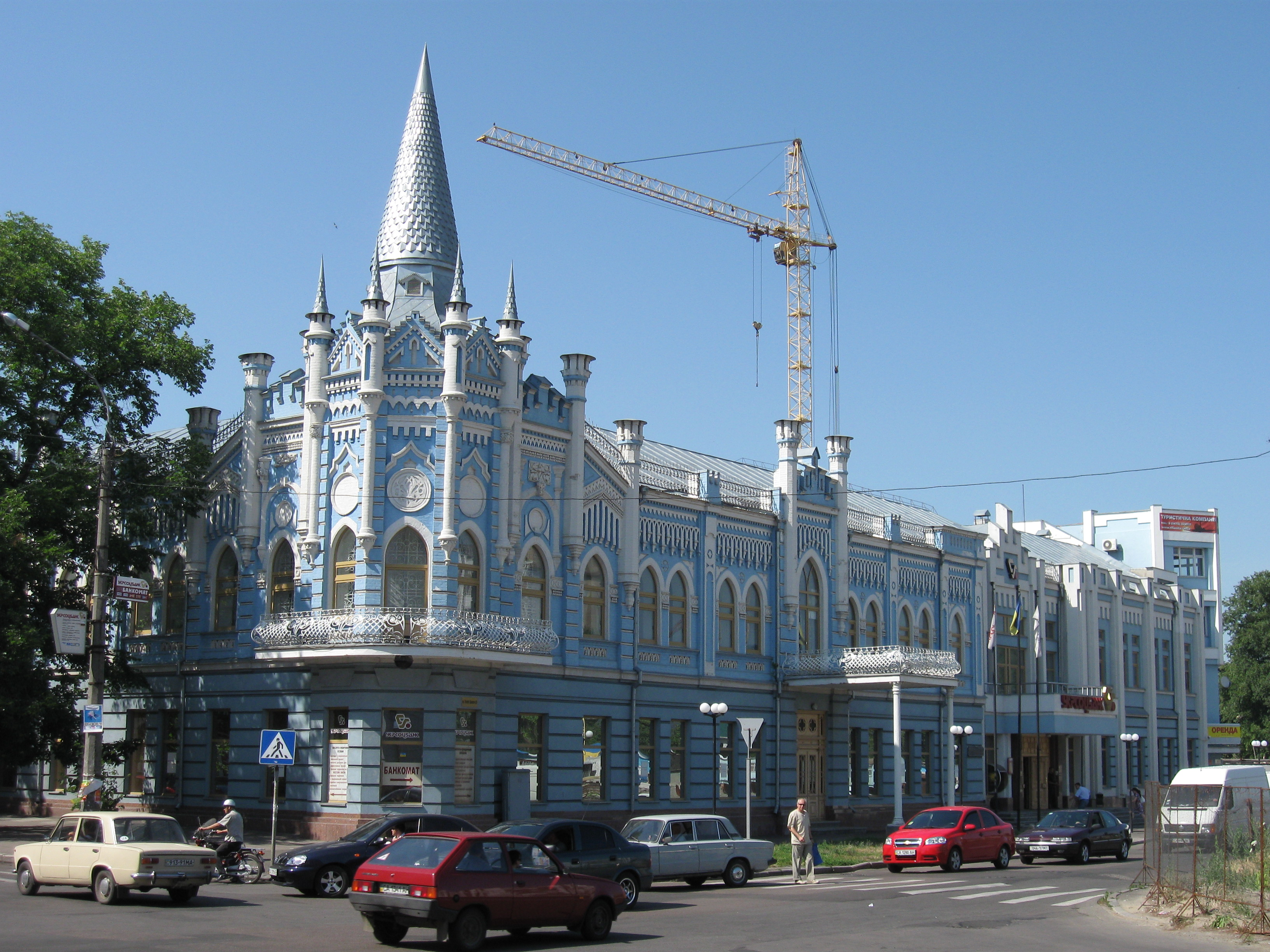
Будинок колишнього готелю «Слов'янський» (2009)
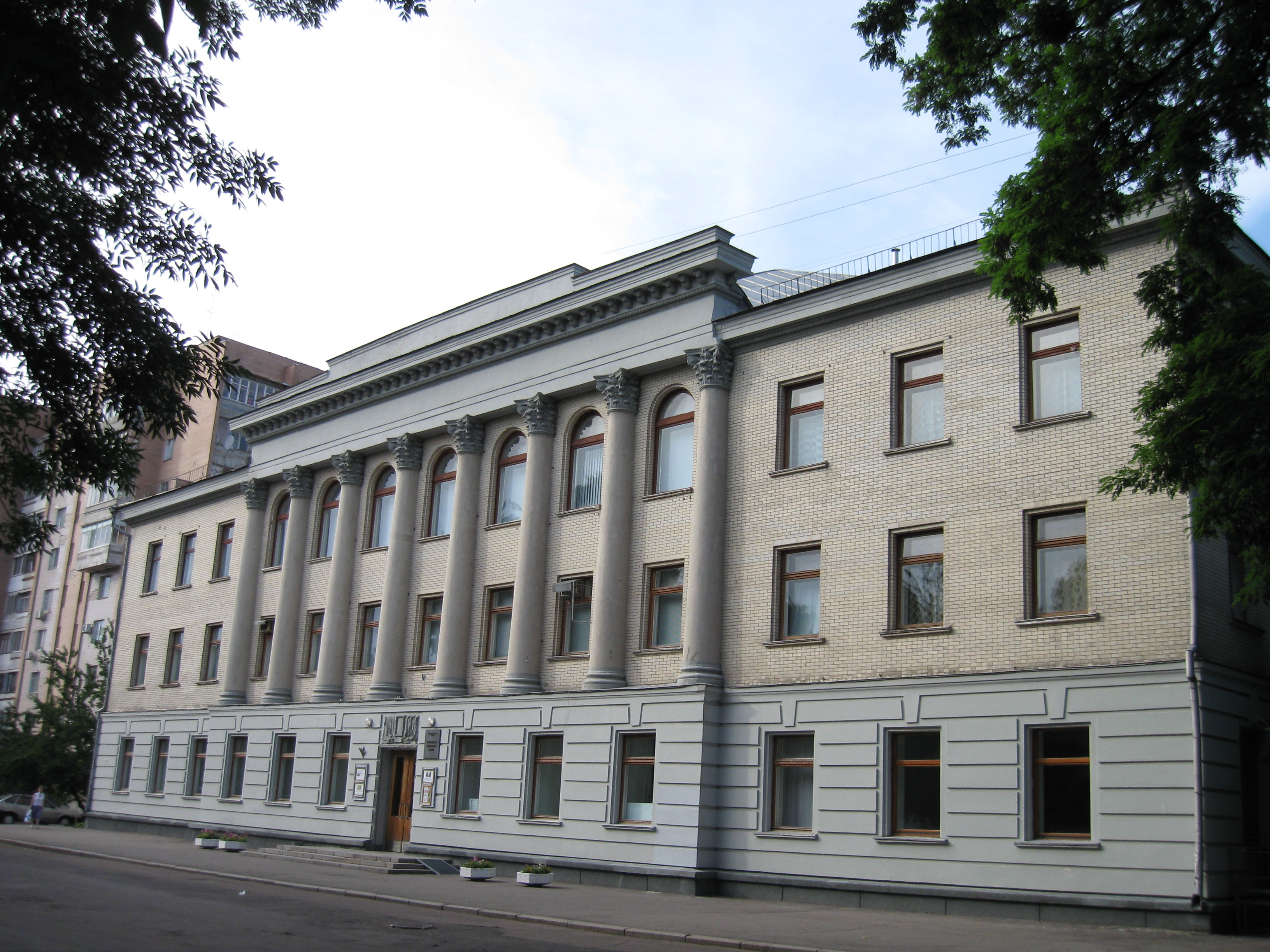
Черкаський художній музей
Тильна сторона будівлі облдержадміністрації
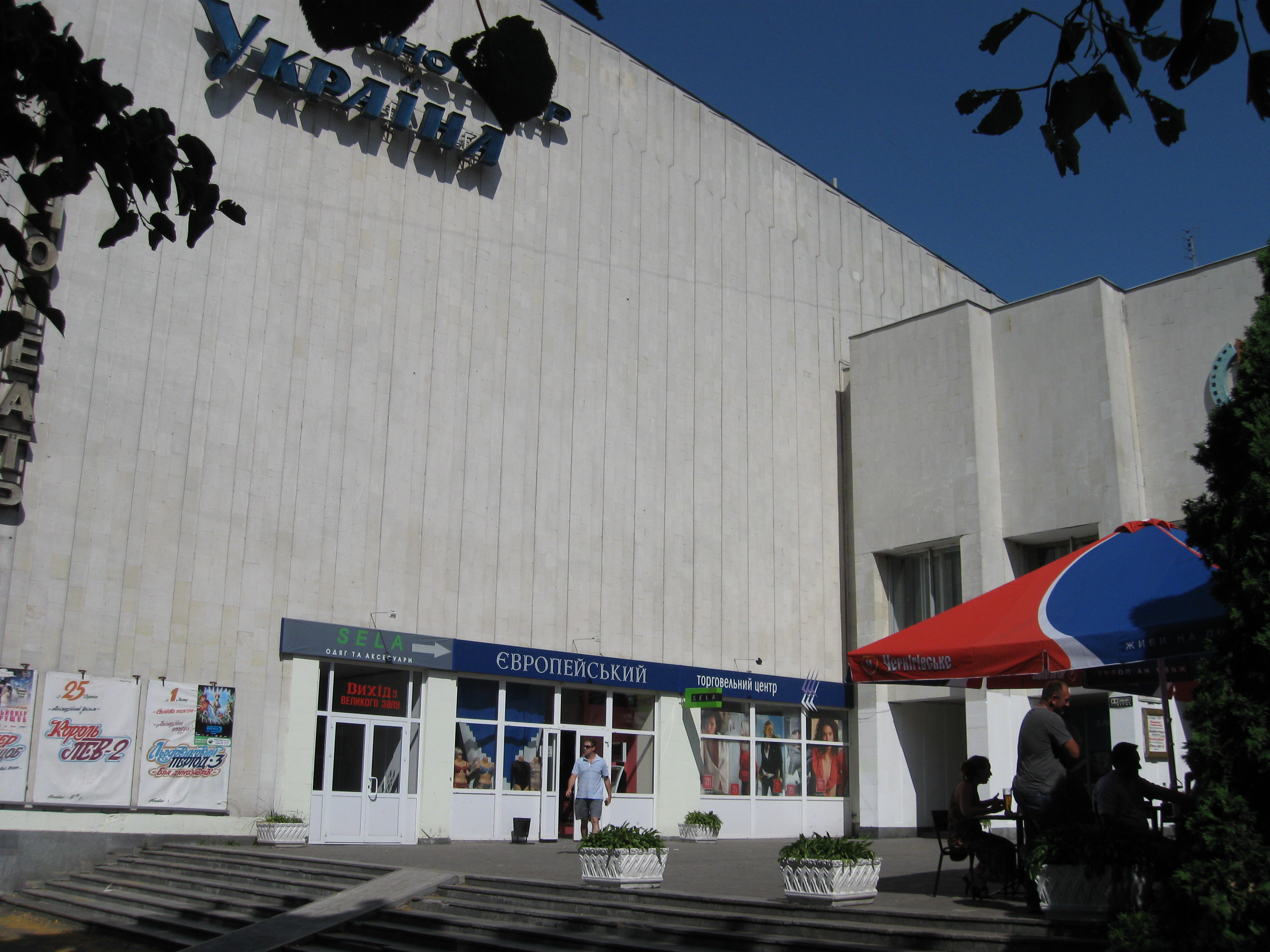
Кінотеатр «Україна»
Національний банк України в Черкаській області
Будівля громадського банку, архітектор В.Городецький
Гіперболоїдна вежа Шухова
Музичний фонтан у сквері за облдержадміністрацією
Обласна податкова інспекція
Черкаська міська рада